# 1 marca
1 marca jest 60. (w latach przestępnych 61.) dniem w kalendarzu gregoriańskim. Do końca roku pozostaje 305 dni. W starożytnym Rzymie był to pierwszy dzień w roku (równonoc wiosenna).

## Święta
- Imieniny obchodzą: Albin, Aldona, Antoni, Budzisław, Dawid, Eudokia, Feliks, Herakles, Herkulan, Herkules, Joanna, Józef, Leon, Leona, Radosław i Switbert.
- dawne rzymskie święto – Matronalia (pierwowzór Dnia Kobiet)
- Baleary – Święto Balearów
- Bośnia i Hercegowina – Święto Niepodległości
- Bułgaria – Martenica
- Korea Południowa – Dzień Marszu ku Niepodległości
- Międzynarodowe
  - Światowy Dzień Obrony Cywilnej (od 1990)
  - Światowy Dzień Świadomości Autoagresji[2]
  - Zero dla Dyskryminacji (ONZ od 2014)
- Mołdawia – Martsishor
- Polska – Narodowy Dzień Pamięci „Żołnierzy Wyklętych”
- Walia – Dzień św. Dawida, patrona Walii
- Wyspy Marshalla – Dzień Ofiar Bomby Atomowej
- Wspomnienia i święta w Kościele katolickim[3][4] obchodzą:
  - św. Albin z Angers (mnich, biskup)
  - św. Dawid z Walii (biskup)
  - św. Feliks III (papież)
  - św. Suitbert z Kaiserswerth (benedyktyński biskup)

## Wydarzenia w Polsce
- 1254 – Książę Barnim I nadał Gryfinu prawa miejskie oparte na prawie magdeburskim.
- 1581 – Powstał Trybunał Główny Wielkiego Księstwa Litewskiego.
- 1681 – Król Jan III Sobieski wydał dekret zakazujący prawosławnym publicznego manifestowania swej wiary i domagania się zwrotu przejętych przez unitów cerkwi i klasztorów.
- 1725 – Orzysz uzyskał prawa miejskie.
- 1771 – Klęska konfederatów barskich w bitwie z Rosjanami pod Rachowem.
- 1794 – W Teatrze Narodowym w Warszawie odbyła się premiera wodewilu Cud mniemany, czyli Krakowiacy i Górale z muzyką Jana Stefaniego do libretta Wojciecha Bogusławskiego.
- 1846 – Powstanie krakowskie: Austriacy stanęli pod Krakowem i zażądali kapitulacji miasta w ciągu 48 godzin.
- 1863 – Powstanie styczniowe: zwycięska potyczka oddziału Walerego Parczewskiego z Kozakami pod Czarną Wsią.
- 1906 – Ukazał się pierwszy numer dziennika „Wiadomości Częstochowskie”.
- 1921 – Weszły do służby trałowce: ORP „Czajka”, ORP „Jaskółka”, ORP „Mewa” i ORP „Rybitwa”.
- 1933 – Otwarto magistralę węglową łączącą śląskie kopalnie z portem w Gdyni.
- 1937 – Uruchomiono rozgłośnię radiową Warszawa II.
- 1940 – W Warszawie ukazało się pierwsze wydanie czasopisma konspiracyjnego „Znak”.
- 1941 – Niemcy utworzyli getto żydowskie w Bełchatowie.
- 1945 – Operacja pomorska: część 1. Warszawskiej Brygady Kawalerii przeprowadziła pod Borujskiem (obecnie Żeńsko w powiecie drawskim) ostatnią szarżę bojową w historii jazdy polskiej.
- 1946 – Założono klub piłkarski Promień Żary.
- 1947 – W Starym Teatrze w Krakowie odbył się debiut sceniczny Gustawa Holoubka.
- 1951 – W więzieniu mokotowskim wykonano wyroki śmierci na siedmiu członkach IV Zarządu Zrzeszenia Wolność i Niezawisłość[5]: Łukaszu Cieplińskim, Mieczysławie Kawalcu, Józefie Batorym, Adamie Lazarowiczu, Franciszku Błażeju, Karolu Chmielu i Józefie Rzepce.
- 1957 – Ukazało się pierwsze wydanie czasopisma „Ekran”.
- 1971 – Anulowano decyzję o podwyżkach cen detalicznych mięsa, przetworów mięsnych oraz innych artykułów spożywczych z 12 grudnia 1970 roku, która doprowadziła do wybuchu wydarzeń grudniowych.
- 1973 – Na antenie Programu I Polskiego Radia ukazało się premierowe wydanie porannego magazynu „Sygnały dnia”.
- 1982 – Premiera komedii kryminalnej Vabank w reżyserii Juliusza Machulskiego.
- 1985 – Założono Muzeum w Sosnowcu.
- 1991 – Założono Związek Strzelecki „Strzelec” Organizacja Społeczno-Wychowawcza.
- 1997 – Wystartował kanał telewizyjny Polsat 2.
- 1998 – Uruchomiono sieć telefonii komórkowej Idea.
- 2000:
  - Rozpoczęto budowę Trasy Siekierkowskiej w Warszawie.
  - Założono Instytut Adama Mickiewicza.
- 2002:
  - Premiera filmu Chopin. Pragnienie miłości w reżyserii Jerzego Antczaka.
  - Wystartował kanał telewizyjny TVN 7.
- 2004 – Polska przystąpiła do Europejskiej Organizacji Patentowej.
- 2008 – W Białymstoku odnotowano rekordowo niskie ciśnienie atmosferyczne (962 hPa).
- 2011:
  - Po raz pierwszy obchodzono święto państwowe Narodowy Dzień Pamięci „Żołnierzy Wyklętych”.
  - W Warszawie w niewyjaśnionych okolicznościach zginęła Jolanta Brzeska, działaczka społeczna zaangażowana w obronę eksmitowanych lokatorów.

## Wydarzenia na świecie

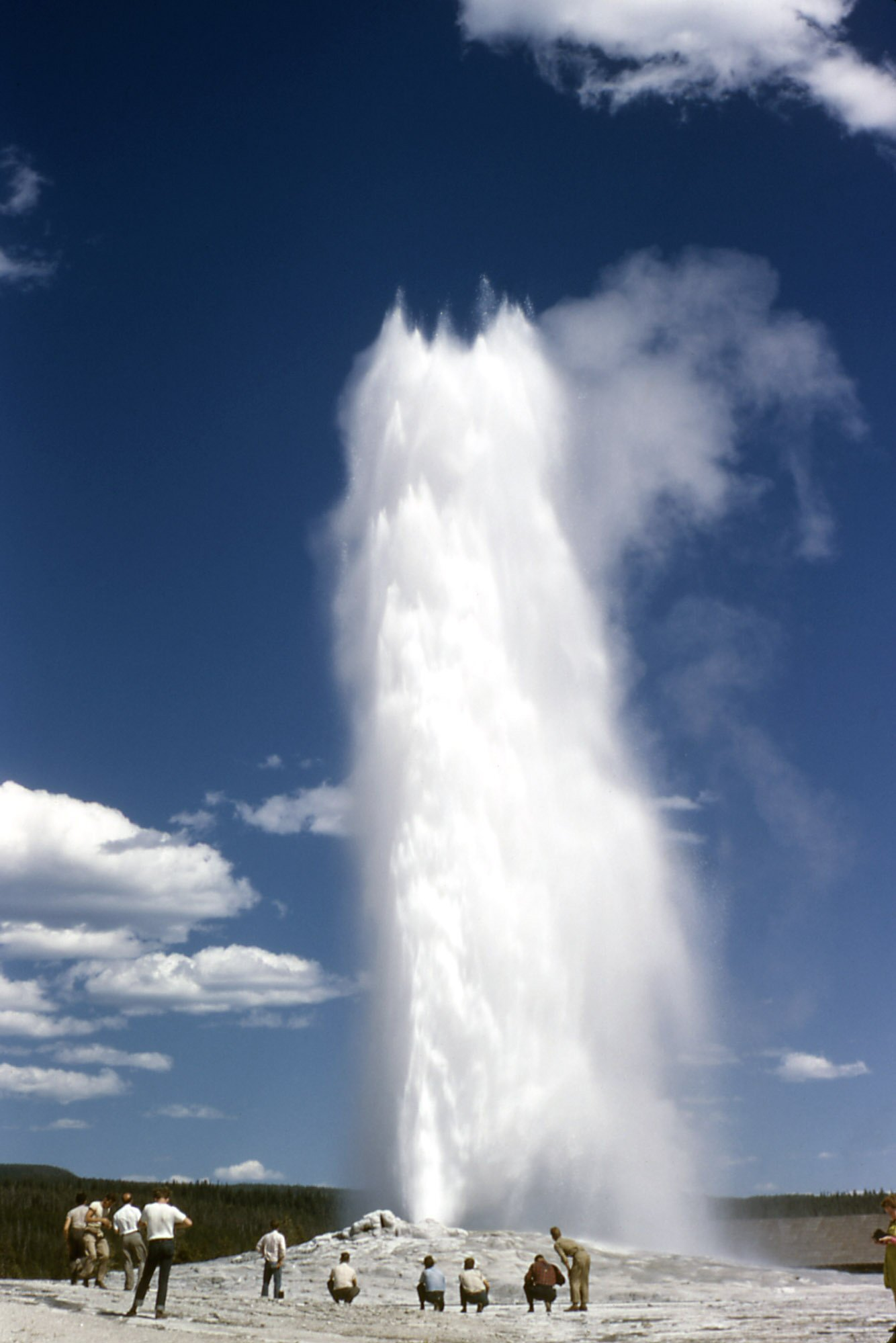
Gejzer Old Faithful w Parku Narodowym Yellowstone (Wyoming, USA)

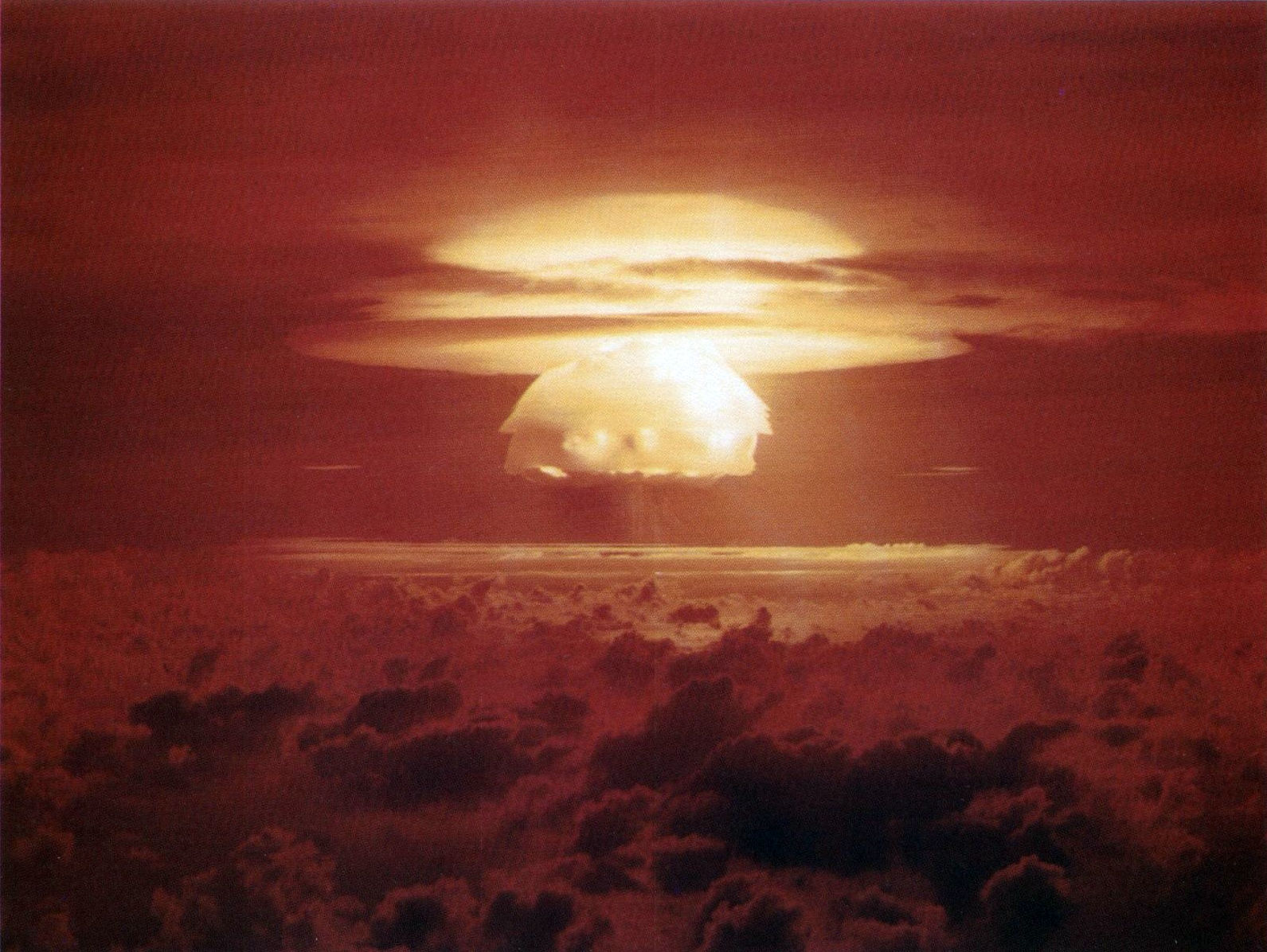
Wybuch bomby termojądrowej na atolu Bikini (1954)

- 86 p.n.e. – Wódz rzymski Sulla zdobył Ateny.
- 286 – Cesarz Dioklecjan uznał swego towarzysza broni Maksymiana Augustem i przekazał mu władzę nad zachodnią częścią Cesarstwa rzymskiego.
- 293 – Konstancjusz Chlorus został adoptowany przez cesarza Maksymiana i otrzymał tytuł cezara.
- 492 – Gelazjusz I został papieżem.
- 705 – Jan VII został papieżem.
- 834 – Przywrócono pełnię władzy królowi Franków Ludwikowi I Pobożnemu, której pozbawił go jego najstarszy syn Lotar.
- 1382 – W Paryżu wybuchło powstanie wywołane podniesieniem podatków.
- 1420 – Papież Marcin V wydał bullę wzywającą katolików do zorganizowania krucjaty antyhusyckiej.
- 1457 – W miejscowości Kunvald w Czechach została założona wspólnota husycka Bractwo Ewangelii Chrystusa.
- 1562 – Doszło do masakry hugenotów w Wassy, co spowodowało wybuch serii wojen religijnych we Francji.
- 1565 – Założono Rio de Janeiro.
- 1594 – W katedrze w Uppsali została koronowana na królową Szwecji Anna Habsburżanka, żona króla Polski i Szwecji Zygmunta III Wazy.
- 1642 – W Padwie niemiecki anatom Johann Georg Wirsung, podczas sekcji zwłok straconego mordercy Zuane Viaro della Badia, odkrył i opisał przewód trzustkowy.
- 1692 – W Salem w Nowej Anglii rozpoczęło się „polowanie na czarownice”.
- 1694 – Angielski dwupokładowy okręt liniowy III-rangi HMS „Sussex” zatonął w czasie sztormu w pobliżu Gibraltaru wraz z admirałem Whelerem i całą 500-osobową załogą, z wyjątkiem dwóch osób. Ten sam sztorm pochłonął również 5 innych okrętów wojennych Royal Navy i 6 statków handlowych. Na pokładzie „Sussexa” znajdował się ładunek 10 ton złotych monet wartych milion ówczesnych funtów (obecnie ponad 500 milionów dolarów amerykańskich) przeznaczonych dla księcia Sabaudii Wiktora Amadeusza II.
- 1700:
  - W Danii i niektórych księstwach Niemiec wprowadzono kalendarz gregoriański.
  - W Szwecji wprowadzono kalendarz szwedzki, będący przesuniętym o dzień wariantem kalendarza juliańskiego.
- 1711 – W Londynie ukazało się pierwsze wydanie czasopisma „The Spectator”.
- 1753 – W Szwecji wprowadzono kalendarz gregoriański.
- 1781 – W USA weszły w życie Artykuły konfederacji i wieczystej unii.
- 1792 – Franciszek II Habsburg został arcyksięciem Austrii, królem Czech i Węgier.
- 1793 – Francuski Konwent Narodowy uchwalił aneksję Niderlandów Austriackich (dzisiejszej Belgii).
- 1803 – Ohio jako 17. stan dołączyło do Unii.
- 1808 – Napoleon Bonaparte wydał dekret wprowadzający nowy system heraldyczny w miejsce zniesionych przez rewolucję herbów i tytułów ancien régime’u.
- 1811 – Na polecenie wicekróla Egiptu Muhammada Ali w Kairze dokonano masakry kilkuset emirów mameluckich.
- 1815 – Napoleon Bonaparte powrócił do Francji z wygnania na Elbie – początek tzw. 100 dni Napoleona.
- 1819 – Zwodowano amerykański okręt liniowy USS „Columbus”.
- 1836 – Teksas ogłosił niezależność od Meksyku.
- 1835 – Manuel Oribe został prezydentem Urugwaju.
- 1840 – Adolphe Thiers został po raz drugi premierem Francji.
- 1843 – Joaquín Suárez de Rondelo został prezydentem Urugwaju.
- 1845:
  - Prezydent John Tyler podpisał rezolucję o aneksji Teksasu przez USA.
  - Została zlikwidowana separatystyczna Republika Rio-Grandense w południowej Brazylii.
- 1846 – Jean-Baptiste Riché został prezydentem Haiti.
- 1847:
  - Faustin Soulouque został prezydentem Haiti.
  - Stan Michigan zniósł karę śmierci.
- 1852:
  - José Trinidad Cabañas został prezydentem Hondurasu.
  - Juan Francisco Giró został prezydentem Urugwaju.
- 1854:
  - Meksykańscy oficerowie spiskujący przeciwko dyktatorowi Antonio Lópezowi de Santa Anna przyjęli tzw. plan ayutlański.
  - Niemiecki astronom Robert Luther odkrył planetoidę (28) Bellona a jego rodak Albert Marth planetoidę (29) Amphitrite.
  - W USA ukazała się powieść dla dziewcząt Tajemnica Gerty Marii Susanny Cummins.
- 1855 – XI Dalajlama Khedrub Gjaco objął pełnię władzy.
- 1856:
  - Gabriel Antonio Pereira został prezydentem Urugwaju.
  - Położono kamień węgielny pod budowę Teatru Wielkiego w Göteborgu.
- 1859 – U wybrzeży Kornwalii uruchomiono latarnię morską Godrevy.
- 1860 – Bernardo Prudencio Berro został prezydentem Urugwaju.
- 1864 – Anastasio Cruz Aguirre został prezydentem Urugwaju.
- 1867:
  - Constantin A. Crețulescu został premierem Rumunii.
  - Nebraska jako 37. stan dołączyła do Unii.
- 1868 – Lorenzo Battle został prezydentem Urugwaju.
- 1869 – Dmitrij Mendelejew ukończył pierwszą wersję układu okresowego pierwiastków chemicznych, tytułując go Eksperymentem układu pierwiastków w oparciu o ich masę atomową i chemiczne podobieństwo.
- 1870 – Wojna paragwajska: zwycięstwo wojsk brazylijskich w decydującej bitwie pod Cerro Cora. Paragwaj ogłosił kapitulację.
- 1871 – Wojna francusko-pruska: W Paryżu odbyła się defilada pruskich wojsk, celebrująca zdobycie miasta i wygraną w wojnie z Francją.
- 1872:
  - Tomás Gomensoro został prezydentem Urugwaju.
  - Utworzono Park Narodowy Yellowstone.
- 1873 – José Ellauri został prezydentem Urugwaju.
- 1879 – Lorenzo Latorre został prezydentem Urugwaju.
- 1882 – Máximo Santos został prezydentem Urugwaju.
- 1886 – Francisco Antonio Vidal został prezydentem Urugwaju.
- 1890 – Julio Herrera y Obes został prezydentem Urugwaju.
- 1894:
  - Duncan Stewart został tymczasowym prezydentem Urugwaju.
  - Niemiecki astronom Max Wolf odkrył planetoidy: (385) Ilmatar i (386) Siegena.
- 1896 – I wojna włosko-abisyńska: zwycięstwo wojsk abisyńskich w bitwie pod Aduą.
- 1899 – Juan Lindolfo Cuestas został po raz drugi prezydentem Urugwaju.
- 1900 – W rumuńskim mieście Jassy uruchomiono komunikację tramwajową.
- 1901 – Utworzono Armię Australijską.
- 1903 – José Batlle y Ordóñez został prezydentem Urugwaju.
- 1907:
  - Claudio Wílliman został prezydentem Urugwaju.
  - Założono japońskie przedsiębiorstwo motoryzacyjne Daihatsu.
- 1910:
  - 96 osób zginęło po zasypaniu pociągu pasażerskiego przez lawinę w hrabstwie King w amerykańskim stanie Waszyngton.
  - Gen. Hermes da Fonseca wygrał wybory prezydenckie w Brazylii.
- 1911 – José Batlle y Ordóñez został po raz drugi prezydentem Urugwaju.
- 1912:
  - Domagające się przyznania praw wyborczych kobietom sufrażystki przeprowadziły akcję wybijania szyb w sklepach w londyńskim Westminsterze oraz rezydencji premiera przy Downing Street 10. Aresztowano 149 z nich, w tym Emmeline Pankhurst.
  - Nad Saint Louis w stanie Missouri Amerykanin Albert Berry wykonał pierwszy skok spadochronowy z pokładu samolotu.
- 1913 – Została założona Międzynarodowa Federacja Tenisowa (ITF).
- 1915 – Feliciano Viera został prezydentem Urugwaju.
- 1919:
  - Baltasar Brum został prezydentem Urugwaju.
  - Koreańczycy ogłosili deklarację niepodległości, co doprowadziło do wybuchu powstania przeciw Japonii.
- 1920:
  - Admirał Miklós Horthy został wybrany przez Zgromadzenie Narodowe na regenta Królestwa Węgier.
  - Żydowska osada Tel Chaj w Górnej Galilei została zniszczona w wyniku ataku Beduinów.
- 1921:
  - Francuz Jules Rimet został przewodniczącym FIFA.
  - W Kronsztadzie wybuchło antybolszewickie powstanie marynarzy Floty Bałtyckiej.
- 1923:
  - José Serrato został prezydentem Urugwaju.
  - W Grecji wprowadzono kalendarz gregoriański.
- 1925 – Lauri Kristian Relander został prezydentem Finlandii.
- 1927:
  - Juan Campisteguy został prezydentem Urugwaju.
  - W wyniku eksplozji w kopalni węgla kamiennego w hrabstwie Blaenau Gwent w Walii zginęło 52 górników.
- 1931:
  - Gabriel Terra został prezydentem Urugwaju.
  - Pehr Evind Svinhufvud został prezydentem Finlandii.
- 1932:
  - Puyi został cesarzem marionetkowego państwa Mandżukuo.
  - Został porwany i zamordowany półtoraroczny syn amerykańskiego lotnika Charlesa Lindbergha.
- 1935 – Saara powróciła do Niemiec.
- 1936:
  - Odbyła się druga tura wyborów parlamentarnych w Hiszpanii, w których Front Ludowy zdobył większość z poparciem 34,3% przy 71,4% frekwencji.
  - Zakończono budowę Zapory Hoovera na rzece Kolorado.
- 1937 – Kyösti Kallio został prezydentem Finlandii.
- 1939 – Hiszpańska wojna domowa: frankiści dokonali w Granadzie masakry niemal całej, niepopierającej ich, miejscowej elity.
- 1940 – Adolf Hitler wydał rozporządzenie w sprawie przygotowania inwazji na Norwegię.
- 1941 – Bułgaria przystąpiła do Paktu trzech.
- 1942 – Wojna na Pacyfiku: rozpoczęła się bitwa o Jawę.
- 1943:
  - Juan José de Amézaga został prezydentem Urugwaju.
  - Komuniści polscy w ZSRR powołali Związek Patriotów Polskich.
- 1944 – Bitwa o Atlantyk: zostały zatopione niemieckie okręty podwodne: U-358 (50 ofiar), U-603 (51 ofiar) i U-702(inne języki) (52 ofiary).
- 1945:
  - Front wschodni: wojska amerykańskie zajęły Mönchengladbach.
  - Premiera amerykańskiego horroru Portret Doriana Graya w reżyserii Alberta Lewina.
  - Salvador Castaneda Castro został prezydentem Salwadoru.
- 1946:
  - Francja zamknęła granicę z Hiszpanią.
  - Rząd Clementa Attleego znacjonalizował Bank Anglii.
- 1947:
  - Tomás Berreta został prezydentem Urugwaju.
  - Zainaugurował działalność Międzynarodowy Fundusz Walutowy.
- 1949:
  - I wojna izraelsko-arabska: rozpoczęły się tajne rozmowy izraelsko-libańskie na przejściu granicznym Rosz ha-Nikra.
  - U wybrzeży Holandii zatonął masowiec SS „Katowice”.
- 1950:
  - Czang Kaj-szek został ponownie prezydentem Republiki Chińskiej.
  - Fizyk Klaus Fuchs został skazany w Wielkiej Brytanii na 14 lat pozbawienia wolności za szpiegostwo na rzecz ZSRR.
- 1951 – Andrés Martinez Trueba został prezydentem Urugwaju.
- 1953 – Józef Stalin doznał ciężkiego udaru mózgu.
- 1954:
  - 5 amerykańskich kongresmenów zostało rannych, gdy nacjonaliści z Portoryko otworzyli ogień z galerii dla publiczności w budynku Kapitolu w Waszyngtonie.
  - Na atolu Bikini Amerykanie przeprowadzili test z bombą wodorową o sile odpowiadającej 1000 bomb zrzuconych na Hiroszimę.
- 1956:
  - Urho Kekkonen został prezydentem Finlandii.
  - W NRD została utworzona Narodowa Armia Ludowa.
- 1960 – Wystartował filipiński kanał telewizyjny TV5.
- 1961 – Z inicjatywy prezydenta USA Johna F. Kennedy’ego została powołana niezależna agencja federalna Korpus Pokoju.
- 1962:
  - 95 osób zginęło w katastrofie Boeinga 707 w Nowym Jorku.
  - W Pakistanie ogłoszono nową konstytucję wprowadzająca silną władzę prezydencką.
- 1963 – Podczas 5. festiwalu piosenki dziecięcej Zecchino d’Oro w Bolonii we Włoszech po raz pierwszy wystąpił publicznie chór Piccolo Coro dell’Antoniano.
- 1964 – 85 osób zginęło w katastrofie samolotu Lockheed Constellation w Nevadzie.
- 1969 – Podczas koncertu grupy The Doors w Miami jej lider Jim Morrison miał obnażyć się i symulować masturbację, za co został aresztowany przez FBI i następnie skazany na 6 miesięcy więzienia i 500 dol. grzywny, jednak zmarł przed uprawomocnieniem wyroku.
- 1970 – Islandia została członkiem EFTA.
- 1971 – W proteście wobec interwencji amerykańskiej w Laosie terroryści z organizacji Weatherman zdetonowali 2 bomby w budynku Kapitolu w Waszyngtonie.
- 1972:
  - Juan María Bordaberry został prezydentem Urugwaju.
  - Otwarto pierwszy odcinek metra w Norymberdze.
- 1973:
  - Ukazał się album The Dark Side of the Moon brytyjskiej grupy rockowej Pink Floyd.
  - W stolicy Sudanu Chartumie 8 palestyńskich terrorystów z ugrupowania „Czarny Wrzesień” wtargnęło na przyjęcie dyplomatyczne w ambasadzie saudyjskiej i wzięło 5 dyplomatów jako zakładników. Następnego dnia 3 z nich zostało zamordowanych, w tym ambasador USA Cleo Noel.
- 1975 – W Australii rozpoczęto emisję programów telewizyjnych w kolorze.
- 1978 – Z cmentarza w szwajcarskim Vevey skradziono trumnę ze zwłokami Charliego Chaplina w celu wymuszenia okupu od rodziny. Sprawcy (Polak i Bułgar) zostali aresztowani 18 maja, a trumnę znaleziono we wskazanym przez nich miejscu.
- 1979 – W Hiszpanii odbyły się wybory parlamentarne.
- 1980 – Został odkryta Helena, jeden z księżyców Saturna.
- 1981 – Lider IRA Bobby Sands rozpoczął głodówkę w więzieniu Maze na przedmieściach Lisburn w Irlandii Północnej, w wyniku której zmarł 5 maja.
- 1985:
  - Julio María Sanguinetti został prezydentem Urugwaju.
  - Premiera filmu Purpurowa róża z Kairu w reżyserii Woody’ego Allena.
- 1990:
  - Luis Alberto Lacalle został prezydentem Urugwaju.
  - Weszła w życie Konwencja Antydopingowa Rady Europy.
  - Julio María Sanguinetti został po raz drugi prezydentem Urugwaju.
- 1992 – Mieszkańcy Bośni i Hercegowiny opowiedzieli się w referendum za niepodległością.
- 1994:
  - Gruzja została formalnym członkiem Wspólnoty Niepodległych Państw.
  - Martti Ahtisaari został prezydentem Finlandii.
  - W Monachium odbył się ostatni koncert amerykańskiej grupy Nirvana.
- 1995 – Założono portal internetowy Yahoo!
- 1999:
  - Bertrand Piccard i Brian Jones wystartowali ze Szwajcarii w pierwszy lot balonem dookoła świata.
  - Wszedł w życie Traktat ottawski, którego celem jest wyeliminowanie min przeciwpiechotnych jako środka walki zbrojnej.
- 2000:
  - Jorge Battle został prezydentem Urugwaju.
  - Tarja Halonen została pierwszą kobietą na stanowisku prezydenta Finlandii.
  - Weszła w życie nowa konstytucja Finlandii (uchwalona 11 czerwca 1999 roku).
- 2002 – Utworzono Park Narodowy Kras Słowacki.
- 2003:
  - Irak rozpoczął niszczenie pocisków rakietowych al Samum-2, przekraczających ustalony przez ONZ dopuszczalny zasięg 150 km.
  - W pakistańskim Rawalpindi został aresztowany katarski terrorysta Chalid Szajch Muhammad, pomysłodawca i organizator ataków z 11 września 2001.
  - W Rieti we Włoszech odsłonięto Pomnik Lira.
- 2004 – Rada Zarządzająca przyjęła tymczasową konstytucję Iraku.
- 2005 – Tabaré Vázquez został prezydentem Urugwaju.
- 2006 – Anglojęzyczna Wikipedia osiągnęła milion haseł.
- 2008:
  - Akcja wojsk kolumbijskich przeciw obozowi FARC na terytorium Ekwadoru wywołała kryzys dyplomatyczny między oboma krajami.
  - Kanada zniosła wizy wjazdowe dla obywateli Litwy, Polski, Słowacji i Węgier.
  - Na łamach czasopisma „Astrophysical Journal” ukazał się artykuł wykazujący, że gwiazda WR 104 może stać się źródłem zabójczego dla życia na Ziemi rozbłysku gamma.
  - W Erywaniu doszło do demonstracji opozycji kwestionującej wyniki wyborów prezydenckich w Armenii, która przerodziła się w krwawe zamieszki, po których prezydent Robert Koczarian wprowadził stan wyjątkowy.
- 2010:
  - José Mujica został prezydentem Urugwaju.
  - Orkan Xynthia spowodował śmierć kilkudziesięciu osób we Francji i innych krajach europejskich.
- 2011 – W Rosji milicja została zastąpiona przez policję.
- 2012 – Wojna domowa w Syrii: wojska rządowe zdobyły po oblężeniu dzielnicę Baba Amro w Himsie.
- 2014 – Ibrahim Mahlab został premierem Egiptu.
- 2015 – Tabaré Vázquez został po raz drugi prezydentem Urugwaju.
- 2017 – Hassan Ali Khayre został premierem Somalii.
- 2018 – Tapio Luoma został wybrany podczas Synodu Kościoła nowym arcybiskupem Turku i zwierzchnikiem Ewangelicko-Luterańskiego Kościoła Finlandii[6].
- 2020:
  - Luis Lacalle Pou został prezydentem Urugwaju.
  - Muhyiddin Yassin został premierem Malezji.
- 2022 – Inwazja Rosji na Ukrainę:
  - Pociski rosyjskie uderzyły w infrastrukturę nadawczą głównych wież telewizyjnych i radiowych w Kijowie, co spowodowało przerwanie nadawania kanałów. Według ukraińskich urzędników w ataku zginęło co najmniej 5 osób i uszkodzone zostało pobliskie Centrum Pamięci Holokaustu Babi Jar.
  - Prezydent Wołodymyr Zełenski wystąpił zdalnie na nadzwyczajnej sesji Parlamentu Europejskiego. Tego samego dnia PE przyjął wniosek Ukrainy o przystąpienie do Unii Europejskiej[7][8].

## Eksploracja kosmosu
- 1966 – Radziecka sonda kosmiczna Wenera 3 dokonała pierwszego wejścia w atmosferę Wenus.
- 1982 – Radziecka sonda Wenera 13 wylądowała na Wenus.

## Urodzili się
- 1105 – Alfons VII Imperator, król Galicji i Kastylii i Leónu, cesarz Hiszpanii (zm. 1157)
- 1389 – Antonin Pierozzi, włoski duchowny katolicki, dominikanin, arcybiskup Florencji, święty (zm. 1459)
- 1432 – Izabela de Coimbra, królowa Portugalii (zm. 1455)
- 1445 – Sandro Botticelli, włoski malarz (zm. 1510)
- 1456 – Władysław II Jagiellończyk, król Czech, Węgier i Chorwacji (zm. 1516)
- 1547:
  - Goclenius, niemiecki filozof, logik, wykładowca akademicki (zm. 1628)
  - Tomasz Treter, polski duchowny katolicki, kanonik warmiński, sekretarz królewski, poeta, filolog, heraldyk, rytownik, tłumacz (zm. 1610)
- 1597 – Jean-Charles della Faille, flamandzki jezuita, matematyk, wykładowca akademicki (zm. 1652)
- 1611 – John Pell, angielski matematyk, wykładowca akademicki (zm. 1685)
- 1647 – Jan de Brito, portugalski jezuita, misjonarz, męczennik, święty (zm. 1693)
- 1653 – Pacyfik z San Severino, włoski franciszkanin, święty (zm. 1721)
- 1683 – Karolina z Ansbachu, królowa Wielkiej Brytanii (zm. 1737)
- 1701 – Kazimierz Rokitnicki, polski duchowny katolicki, biskup pomocniczy płocki (zm. 1779)
- 1708 – Balthasar Ludwig Tralles, niemiecki lekarz, uczony, poeta (zm. 1797)
- 1732 – William Cushing, amerykański prawnik, sędzia Sądu Najwyższego (zm. 1810)
- 1743 – Ludwig Wilhelm Brüggemann, niemiecki pastor, geograf, pisarz (zm. 1817)
- 1769 – François Séverin Marceau-Desgraviers, francuski generał (zm. 1796)
- 1770 – Louis Pierre de Montbrun, francuski generał (zm. 1812)
- 1774 – Magdalena z Canossy, włoska zakonnica, święta (zm. 1835)
- 1786 – Franz von Pillersdorf, austriacki polityk, premier Cesarstwa Austriackiego (zm. 1862)
- 1787 – Józef Paszkowski, polski pułkownik, pisarz wojskowy (zm. 1858)
- 1789 – John McCulloch, brytyjski ekonomista (zm. 1864)
- 1790 – Henryk XIX, książę Reuss-Greiz (zm. 1836)
- 1796 – Aleksander Karol Bernard Laski, polski bankier pochodzenia żydowskiego (zm. 1850)
- 1807
  - Maciej Hirschler, polski duchowny katolicki, biskup przemyski (zm. 1881)
  - Wilford Woodruff, amerykański duchowny mormoński (zm. 1898)
- 1810 – (lub 22 lutego) Fryderyk Chopin, polski pianista, kompozytor pochodzenia francuskiego (zm. 1849)
- 1812 – Augustus Welby Northmore Pugin, brytyjski architekt (zm. 1852)
- 1813 – Teodor Szemelowski, polski adwokat, polityk (zm. 1871)
- 1817:
  - Albin Dunajewski, polski duchowny katolicki, biskup krakowski, kardynał (zm. 1894)
  - Giovanni Dupré[9], włoski rzeźbiarz pochodzenia francuskiego (zm. 1882)
- 1819:
  - Alexander Melville Bell, szkocki fonetyk (zm. 1905)
  - Johann Gustav Fischer, niemiecki zoolog, ichtiolog, herpetolog (zm. 1889)
  - François-Marie-Benjamin Richard de la Vergne, francuski duchowny katolicki, arcybiskup Paryża, kardynał, Sługa Boży (zm. 1908)
  - Władysław Taczanowski, polski zoolog, ornitolog (zm. 1890)
- 1821 – Joseph Hubert Reinkens, niemiecki biskup starokatolicki (zm. 1896)
- 1824 – Jan Bonnard, francuski misjonarz, męczennik, święty (zm. 1852)
- 1826:
  - Jan Chrzciciel Mazzucconi, włoski misjonarz, męczennik, błogosławiony (zm. 1855)
  - Francesco Nullo, włoski pułkownik, uczestnik powstania styczniowego (zm. 1863)
- 1837:
  - Ion Creangă, rumuński pisarz (zm. 1889)
  - Georg Ebers, niemiecki egiptolog, pisarz, wykładowca akademicki (zm. 1898)
  - William Dean Howells, amerykański pisarz (zm. 1920)
- 1838:
  - Gabriel Possenti, włoski zakonnik, święty (zm. 1862)
  - Robert Rößler, śląski poeta (zm. 1883)
- 1839 – Élie Marchal, belgijski botanik, mykolog, wykładowca akademicki (zm. 1923)
- 1842:
  - Nikolaos Jizis, grecki malarz (zm. 1901)
  - Juliusz Mien, polski fotograf, tłumacz, literat pochodzenia francuskiego (zm. 1905)
  - Thorsten Nordenfelt, szwedzki bankier, przemysłowiec, producent uzbrojenia (zm. 1920)
- 1846:
  - Wasilij Dokuczajew, rosyjski geolog, gleboznawca (zm. 1903)
  - Eugen Ruffínyi, słowacki inżynier górniczy, speleolog (zm. 1924)
- 1848:
  - Michał Borysiekiewicz, polski okulista pochodzenia ukraińskiego (zm. 1899)
  - Augustus Saint-Gaudens, amerykański rzeźbiarz pochodzenia irlandzkiego (zm. 1907)
- 1849 – Blanche Monnier, francuska ofiara przestępstwa (zm. 1913)
- 1850:
  - Antoni Brynk, polski generał lejtnant rosyjskiej marynarki wojennej (zm. 1925)
  - Rafaela Porras y Ayllón, hiszpańska zakonnica, święta (zm. 1925)
- 1852 – Théophile Delcassé, francuski polityk, dyplomata (zm. 1923)
- 1855 – Roman Zawiliński, polski językoznawca, etnograf, pedagog (zm. 1932)
- 1858 – Georg Simmel, niemiecki socjolog, filozof, teoretyk kultury (zm. 1918)
- 1859 – Frederick Peterson, amerykański patolog, neurolog, psychiatra, poeta (zm. 1938)
- 1861 – Józef Weinberger, polski architekt pochodzenia żydowskiego (zm. 1936)
- 1864 – Karol Schubert, polski generał dywizji (zm. 1954)
- 1865 – Kazimierz Kamiński, polski aktor, reżyser teatralny (zm. 1928)
- 1867:
  - Bernard Pares, brytyjski historyk (zm. 1949)
  - Józef Trzebiński, polski botanik, fitopatolog (zm. 1941)
- 1868:
  - Zofia von Chotek, czeska hrabianka, małżonka arcyksięcia Franciszka Ferdynanda (zm. 1914)
  - Achille Paroche, francuski strzelec sportowy (zm. 1933)
- 1869:
  - Benjamin Affleck, amerykański przedsiębiorca (zm. 1944)
  - Pietro Canonica, włoski rzeźbiarz, malarz, kompozytor, polityk (zm. 1959)
- 1870 – Eugène Michel Antoniadi, grecki astronom (zm. 1944)
- 1873 – Kazimierz Tyszka, polski inżynier, polityk (zm. 1951)
- 1876:
  - Henri de Baillet-Latour, belgijski arystokrata, działacz sportowy (zm. 1942)
  - Arthur Ruppin, niemiecki filozof, ekonomista, socjolog pochodzenia żydowskiego (zm. 1943)
- 1877 – Kazimierz Jeżewski, polski pedagog, działacz oświatowy (zm. 1948)
- 1878 – Aleksander Wasilewski, polski lekarz, bakteriolog, epidemiolog (zm. 1924)
- 1879 – Max Isserlin, niemiecki psychiatra pochodzenia żydowskiego (zm. 1941)
- 1881 – Amelia Greenwald, amerykańska pielęgniarka (zm. 1966)
- 1882:
  - Adolf Berger, polski prawnik i historyk prawa (zm. 1962)
  - Marian Dienstl-Dąbrowa, polski dziennikarz, publicysta, redaktor (zm. 1957)
- 1885 – Gustaf Månsson, szwedzki żeglarz sportowy (zm. 1976)
- 1886 – Oskar Kokoschka, austriacki malarz, grafik, prozaik, dramaturg (zm. 1980)
- 1887 – Paweł Argiejew, rosyjski pilot (zm. 1922)
- 1890 – Kazimierz Piotrowski, polski taternik, alpinista, narciarz, pilot sportowy (zm. 1962)
- 1891:
  - Kazimierz Dziurzyński, polski pułkownik (zm. 1940)
  - Alfons Mazurek, polski duchowny katolicki, błogosławiony (zm. 1944)
  - Harald Öhquist, fiński generał (zm. 1971)
  - Stanislav Vinaver, serbski poeta, tłumacz (zm. 1955)
- 1892:
  - Ryūnosuke Akutagawa, japoński poeta, prozaik (zm. 1927)
  - Eugeniusz Artwiński, polski psychiatra, neurolog, wykładowca akademicki (zm. 1944)
- 1894 – Roderic Hill, brytyjski marszałek lotnictwa (zm. 1954)
- 1896:
  - Dimitris Mitropoulos, grecki dyrygent, kompozytor, pianista (zm. 1960)
  - Moriz Seeler, niemiecki poeta, prozaik, producent filmowy pochodzenia żydowskiego (zm. 1942)
- 1897 – Jan Zieja, polski duchowny katolicki, działacz społeczny, tłumacz, publicysta i pisarz religijny (zm. 1991)
- 1898 – Constantin Daicoviciu, rumuński archeolog, historyk (zm. 1973)
- 1899:
  - Zalman Aran, izraelski nauczyciel, działacz syjonistyczny, polityk (zm. 1970)
  - Erich von dem Bach-Zelewski, niemiecki funkcjonariusz nazistowski, wyższy dowódca SS i Policji, zbrodniarz wojenny (zm. 1972)
- 1900:
  - Basil Bunting, brytyjski poeta, tłumacz (zm. 1985)
  - Jan Panieński, polski malarz, pedagog (zm. 1925)
  - Janusz Rabski, polski adwokat, polityk, pisarz (zm. 1941)
  - Usmon Yusupov, radziecki i uzbecki polityk (zm. 1966)
- 1901 – Wilhelm Schmalz, niemiecki generał porucznik (zm. 1983)
- 1902:
  - Kazimiera Jeżewska, polska poetka, tłumaczka (zm. 1979)
  - Antoni Szacki, polski pułkownik NSZ, dowódca Brygady Świętokrzyskiej (zm. 1992)
  - Jan Wyka, polski poeta, prozaik, działacz komunistyczny (zm. 1992)
- 1903:
  - Jaap Boot, holenderski lekkoatleta, sprinter i skoczek w dal (zm. 1986)
  - Zygmunt Krumholz, polski piłkarz (zm. 1941)
  - Ludwik Starski, polski scenarzysta filmowy, autor tekstów piosenek, pisarz pochodzenia żydowskiego (zm. 1984)
- 1904:
  - Glenn Miller, amerykański puzonista, aranżer, lider big bandu (zm. 1944)
  - Antun Sa’ada, libański i syryjski polityk (zm. 1949)
  - Semen Stefanyk, radziecki polityk (zm. 1981)
- 1905:
  - Stanisław Grodzicki, polski podpułkownik pilot obserwatator (zm. 1946)
  - József Turay, węgierski piłkarz (zm. 1963)
- 1906:
  - Hjalmar Karlsson, szwedzki żeglarz sportowy (zm. 1992)
  - Phạm Văn Đồng, wietnamski polityk, premier Wietnamu Północnego (zm. 2000)
  - Henryk Albin Tomaszewski, polski rzeźbiarz (zm. 1993)
- 1907:
  - Walerian Kisieliński, polski piłkarz (zm. 1988)
  - Antonín Vodička, czechosłowacki piłkarz, trener hokeja na lodzie (zm. 1975)
- 1909:
  - Mladen Lorković, chorwacki historyk, prawnik, polityk (zm. 1945)
  - Winston Sharples, amerykański kompozytor (zm. 1978)
- 1910:
  - Archer Martin, brytyjski chemik, laureat Nagrody Nobla (zm. 2002)
  - David Niven, brytyjski aktor (zm. 1983)
  - Kazimierz Śmiglak, polski piłkarz, trener i działacz piłkarski (zm. 1992)
  - Vittorino Veronese, włoski prawnik, dyrektor generalny UNESCO (zm. 1986)
- 1911:
  - Harry Golombek, brytyjski szachista, sędzia i dziennikarz szachowy, kryptolog (zm. 1995)
  - Paul Murray Kendall, amerykański historyk (zm. 1973)
  - Engelmar Unzeitig, niemiecki duchowny katolicki, błogosławiony (zm. 1945)
- 1912:
  - Jerzy Alber-Siemieniak, polski aktor (zm. 1970)
  - Ina Benita, polska aktorka (zm. 1984)
  - Boris Czertok, rosyjski konstruktor rakiet (zm. 2011)
  - Mario Genta, włoski piłkarz, trener (zm. 1993)
- 1913:
  - Nathan Bor, amerykański bokser (zm. 1992)
  - Salih Hasan Chunajfis, izraelski polityk pochodzenia druzyjskiego (zm. 2002)
  - (lub 1914) Ralph Ellison, amerykański pisarz, publicysta, wykładowca akademicki (zm. 1934)
  - Jan Bolesław Ożóg, polski poeta, prozaik, felietonista (zm. 1991)
  - Hans Schwartz, niemiecki piłkarz (zm. 1991)
  - Olgierd Vetesco, polski malarz, twórca biżuterii (zm. 1983)
- 1914:
  - Bogusław Halikowski, polski pediatra (zm. 2004)
  - Helena Pancerz, polska Sprawiedliwa wśród Narodów Świata (zm. ?)
  - Józef Sondej, polski duchowny katolicki (zm. 2015)
  - Mauk Weber, holenderski piłkarz (zm. 1978)
- 1915:
  - Piotr Lewiński, polski polityk, minister komunikacji (zm. 1991)
  - Włodzimierz Rutkowski, polski malarz (zm. 1992)
  - Kazimierz Rzepka, polski porucznik piechoty, żołnierz AK, cichociemny (zm. 1943)
- 1916:
  - Krystyna Feldman, polska aktorka (zm. 2007)
  - Kazimierz Majdański, polski duchowny katolicki, arcybiskup szczecińsko-kamieński (zm. 2007)
  - Georgi Paczedżiew, bułgarski piłkarz, trener (zm. 2005)
  - Emelyn Whiton, amerykańska żeglarka sportowa (zm. 1962)
- 1917:
  - Tom Keating, brytyjski malarz, fałszerz dzieł sztuki (zm. 1984)
  - Robert Lowell, amerykański poeta (zm. 1977)
  - Jan Maliński, polski podpułkownik pilot (zm. 2006)
  - Stanisław Szwarc-Bronikowski, polski publicysta, podróżnik, autor filmów dokumentalnych (zm. 2010)
  - Cliffie Stone, amerykański muzyk country, wydawca muzyczny, producent filmowy (zm. 1998)
  - Fadwa Tukan, palestyńska i jordańska poetka (zm. 2003)
  - Kalina Wojciechowska, polska tłumaczka (zm. 1980)
- 1918 – João Goulart, brazylijski polityk, prezydent Brazylii (zm. 1976)
- 1919 – Wasilij Ryczko, radziecki polityk (zm. 1977)
- 1920:
  - Eugeniusz Grochal, polski kolejarz, związkowiec, polityk (zm. 2011)
  - Simon Pimenta, indyjski duchowny katolicki, arcybiskup Mumbaju, kardynał (zm. 2013)
  - Yvan Quénin, francuski koszykarz (zm. 2009)
  - Albin Siekierski, polski pisarz (zm. 1989)
- 1921:
  - Jack Clayton, brytyjski reżyser i producent filmowy (zm. 1995)
  - Terence Cooke, amerykański duchowny katolicki, arcybiskup metropolita Nowego Jorku, kardynał, Sługa Boży (zm. 1983)
  - Jim Delaney, amerykański lekkoatleta, kulomiot (zm. 2012)
  - Rosendo Hernández, hiszpański piłkarz, trener (zm. 2006)
  - Richard Wilbur, amerykański poeta (zm. 2017)
- 1922:
  - Maria Alfero, włoska lekkoatletka, sprinterka (zm. 2001)
  - William Gaines, amerykański wydawca (zm. 1992)
  - Jackie Moggridge, południowoafrykańska pilotka (zm. 2004)
  - Ali Reza Pahlawi I, irański książę, podporucznik (zm. 1954)
  - Giuseppe Prestipino, włoski filozof marksistowski, wykładowca akademicki (zm. 2020)
  - Icchak Rabin, izraelski generał porucznik, dyplomata, polityk, premier Izraela (zm. 1995)
  - Fred Scolari, amerykański koszykarz, trener (zm. 2002)
- 1923:
  - Władimir Gelfand, radziecki żołnierz, pisarz, pamiętnikarz pochodzenia żydowskiego (zm. 1983)
  - Péter Kuczka, węgierski pisarz science fiction, poeta, redaktor (zm. 1999)
  - Zygmunt Poniatowski, polski religioznawca, wykładowca akademicki (zm. 1994)
- 1924:
  - Leonard Andrzejewski, polski aktor (zm. 1997)
  - John Comer, brytyjski aktor, komik (zm. 1984)
  - Arnold Drake, amerykański twórca komiksów (zm. 2007)
  - Adam Kuczma, polski duchowny metodystyczny, działacz ekumeniczny (zm. 2017)
  - Deke Slayton, amerykański major lotnictwa, astronauta (zm. 1993)
- 1925:
  - Zenny de Azevedo, brazylijski koszykarz (zm. 2001)
  - Ireneusz Gwidon Kamiński, polski pisarz (zm. 1996)
  - Theodore Levitt, amerykański ekonomista (zm. 2006)
  - Alexandre do Nascimento, angolski duchowny katolicki, arcybiskup metropolita Lubango i Luandy, kardynał (zm. 2024)
- 1926:
  - Pete Rozelle, amerykański działacz sportowy (zm. 1996)
  - Zdzisław Szpakowski, polski socjolog, historyk, publicysta, dziennikarz (zm. 2006)
  - Franciszek Tekliński, polski polityk, poseł na Sejm PRL (zm. 1993)
- 1927:
  - George Ogden Abell, amerykański astronom (zm. 1983)
  - Harry Belafonte, amerykański piosenkarz, aktor (zm. 2023)
  - Claude Gensac, francuska aktorka (zm. 2016)
  - Mieczysław Pater, polski historyk (zm. 2017)
- 1928:
  - Ryszard Karger, polski ekonomista, działacz żeglarski (zm. 2017)
  - Seymour Papert, południowoafrykański matematyk, informatyk, wykładowca akademicki (zm. 2016)
  - Jacques Rivette, francuski reżyser i scenarzysta filmowy (zm. 2016)
- 1929:
  - Tadeusz Wacław Budynkiewicz, polski drukarz, zecer, twórca ekslibrisów typograficznych (zm. 2017)
  - Georgi Markow, bułgarski pisarz, dysydent (zm. 1978)
  - Albin Tybulewicz, polski tłumacz, dziennikarz, działacz emigracyjny (zm. 2014)
- 1931:
  - Ryszard Dadlez, polski geolog, wykładowca akademicki (zm. 2008)
  - Aluísio Francisco da Luz, brazylijski piłkarz (zm. 2020)
  - Zbigniew Dąbrowski, polski działacz oświatowy, polityk, poseł na Sejm PRL (zm. 1983)
  - Lamberto Dini, polityk włoski, premier Włoch
- 1932:
  - Józef Fryźlewicz, polski aktor, prozaik, poeta, dramaturg (zm. 2018)
  - Eduard Gombala, słowacki literaturoznawca, wykładiwca akademicki, poeta (zm. 2019)
  - Aleksandr Plechanow, radziecki polityk (zm. 2015)
  - Ryszard Wrzaskała, polski kompozytor, dyrygent, pianista, autor tekstów piosenek (zm. 2018)
- 1933:
  - Špiro Guberina, chorwacki aktor (zm. 2020)
  - István Láng, węgierski kompozytor (zm. 2023)
  - Martin Luluga, ugandyjski duchowny katolicki, administrator apostolski, biskup Nebbi i Gulu (zm. 2022)
  - Józef Waczków, polski poeta, tłumacz (zm. 2004)
  - Franciszek Wójcikiewicz, polski skoczek spadochronowy, instruktor spadochronowy i szybowcowy, pilot samolotowy (zm. 2016)
- 1934:
  - Jacques Chessex, szwajcarski pisarz (zm. 2009)
  - Joan Hackett, amerykańska aktorka (zm. 1983)
  - Alina Kacperska-Lewak, polska botanik, profesor nauk przyrodniczych (zm. 2022)
  - Henryk Prudło, polski piłkarz (zm. 2018)
  - Leszek Ułasiewicz, polski łyżwiarz szybki (zm. 2024)
- 1935:
  - Jed Allan, amerykański aktor (zm. 2019)
  - Francis Folorunsho Clement Alonge, nigeryjski duchowny katolicki, biskup Ondo
  - Ernest Bryll, polski prozaik, poeta, dramaturg, autor tekstów piosenek, dziennikarz, tłumacz, krytyk filmowy, dyplomata (zm. 2024)
  - Robert Conrad, amerykański aktor (zm. 2020)
  - Yola Ramírez, meksykańska tenisistka (zm. 2025)
- 1936:
  - Renato Corti, włoski duchowny katolicki, biskup Novary, kardynał (zm. 2020)
  - Latifur Rahman, banglijski sędzia, polityk, tymczasowy premier Bangladeszu (zm. 2017)
  - Andrzej Urbańczyk, polski żeglarz, pisarz
  - Lidia Zajdel-Peterkowska, polska lekkoatletka, sprinterka
- 1937:
  - Kazimierz Chełstowski, polski inżynier, polityk, poseł na Sejm RP
  - Eugen Doga, mołdawski kompozytor (zm. 2025)
  - Mikałaj Kryżanouski, białoruski inżynier-konstruktor, polityk (zm. 2024)
  - Jimmy Little, australijski muzyk (zm. 2012)
  - Boris Uspienski, rosyjski filolog, semiotyk kultury, mitograf
- 1938:
  - Habib al-Adli, egipski polityk
  - Tupua Tamasese Tupuola Tufuga Efi, samoański polityk, premier i głowa państwa
  - Janina Elżbieta Karney, polska psycholog, pedagog (zm. 2021)
  - Aart Staartjes, holenderski aktor, reżyser i prezenter telewizyjny (zm. 2020)
- 1939:
  - Dieter Asmus, niemiecki malarz, grafik
  - Leo Brouwer, kubański kompozytor, gitarzysta, dyrygent
  - Józef Dudek, polski matematyk (zm. 2008)
  - Tzvetan Todorov, bułgarski filozof (zm. 2017)
- 1940:
  - Edward Gnat, polski rolnik, samorządowiec, polityk, poseł na Sejm PRL (zm. 2021)
  - Ralph Towner, amerykański muzyk jazzowy, kompozytor, aranżer
  - Feliks Wojtkun, polski specjalista materiałoznawstwa, obróbki cieplnej i odlewnictwa, polityk, wojewoda radomski (zm. 2005)
- 1941:
  - Dietrich Benner, niemiecki filozof, pedagog
  - László Felkai, węgierski piłkarz wodny (zm. 2014)
  - Armand Forchério, monakijski piłkarz, trener
  - Hans Lagerwall, szwedzki szpadzista (zm. 2022)
  - Maaja Ranniku, estońska szachistka (zm. 2004)
  - Rody Rijnders, holenderski wioślarz (sternik) (zm. 2018)
  - Slobodan Štambuk, chorwacki duchowny katolicki, biskup Hvaru (zm. 2023)
  - Nail Szajchutdinow, rosyjski aktor (zm. 2016)
- 1942:
  - Konrad Adam, niemiecki dziennikarz, publicysta, polityk
  - Michael Giles, brytyjski perkusista, członek zespołu King Crimson
  - Gabriele Haupt, niemiecka biegaczka narciarska
  - Miguel Ángel López, argentyński piłkarz, trener (zm. 2025)
  - Richard Myers, amerykański generał
  - Krystyna Okazaki, polska japonistka (zm. 2008)
  - Atanasie Sciotnic, rumuński kajakarz (zm. 2017)
  - Roberto Tamagnini, sanmaryński strzelec sportowy, pisarz
- 1943:
  - Ze’ew Binjamin Begin, izraelski polityk
  - Mauro Checcoli, włoski jeździec sportowy
  - José Ángel Iribar, hiszpański piłkarz, bramkarz narodowości baskijskiej
  - Ben Jipcho, kenijski lekkoatleta, średnio- i długodystansowiec (zm. 2020)
  - Akinori Nakayama, japoński gimnastyk sportowy (zm. 2025)
  - Wolfgang Scheidel, niemiecki saneczkarz
  - Raszyd Siuniajew, rosyjski astrofizyk
  - Piet Veerman, holenderski wokalista, członek zespołu The Cats
- 1944:
  - Johanna Boogerd-Quaak, holenderska polityk
  - John Breaux, amerykański polityk, senator
  - David Court, angielski piłkarz, trener
  - Roger Daltrey, brytyjski wokalista, autor tekstów, członek zespołu The Who
  - Leon Grela, polski politolog, nauczyciel akademicki, polityk, poseł na Sejm RP
- 1945:
  - Dirk Benedict, amerykański aktor, scenarzysta i reżyser filmowy, telewizyjny i teatralny
  - Jean-Claude Boulanger, francuski duchowny katolicki, biskup Bayeux
  - Svenne Hedlund, szwedzki piosenkarz (zm. 2022)
  - Marcelo Martorell, argentyński duchowny katolicki, biskup Puerto Iguazú (zm. 2024)
  - Wilfried Van Moer, belgijski piłkarz, trener (zm. 2021)
  - Xhevahir Spahiu, albański publicysta, poeta
  - Jadwiga Smykowska, polska graficzka, drzeworytniczka (zm. 2017)
  - Fernando Vérgez Alzaga, hiszpański duchowny katolicki, biskup, sekretarz generalny Gubernatoratu Państwa Watykańskiego
- 1946:
  - Tony Ashton, brytyjski muzyk, kompozytor, członek zespołów: Ashton, Gardner & Dyke, The Remo Four, Family i Paice, Ashton & Lord (zm. 2001)
  - Jim Crace, brytyjski pisarz
  - Andrzej (Horak), ukraiński biskup prawosławny (zm. 2010)
  - Kim Gwong-hyong, północnokoreański zapaśnik
  - Jan Kodeš, czeski tenisista
  - Zbigniew Kostrzewiński, polski montażysta filmowy
  - Maria Oleksy, polska politolog, działaczka społeczna
  - László Pusztai, węgierski piłkarz (zm. 1987)
  - Lana Wood, amerykańska aktorka pochodzenia rosyjskiego
- 1947:
  - Ivo Banac, chorwacki historyk, polityk, minister ochrony środowiska (zm. 2020)
  - Jacques Carette, francuski lekkoatleta, sprinter
  - Dougal Dixon, brytyjski geolog, paleontolog, ewolucjonista, pisarz
  - Hermann Giefer, niemiecki aktor
  - Leonard Mann, włosko-amerykański aktor, reżyser filmowy
  - Alan Thicke, kanadyjski aktor (zm. 2016)
- 1948:
  - Józef Antoniak, polski piłkarz, trener
  - Susanne Eberstein, szwedzka prawnik, polityk
  - Hamlet İsaxanlı, azerski matematyk, prozaik, poeta
  - Bazyli (Karajiannis), cypryjski biskup prawosławny
  - Winston Godfrey Rodney, jamajski wykonawca muzyki roots reggae
- 1949:
  - Wiktor Iluchin, rosyjski polityk (zm. 2011)
  - Ray Phillips, brytyjski perkusista, członek zespołów: Budgie, Tredegar i Six Ton Budgie
  - Zenon Żyburtowicz, polski fotografik, reporter, podróżnik
- 1950:
  - John Doaninoel, papuański duchowny katolicki, biskup pomocniczy Honiary na Wyspach Salomona (zm. 2018)
  - Miklós Kásler, węgierski onkolog, nauczyciel akademicki, polityk
  - Angelito Lampon, filipiński duchowny katolicki, arcybiskup Cotabato
  - Phil Alden Robinson, amerykański reżyser filmowy
  - Đuro Savinović, chorwacki piłkarz wodny, trener (zm. 2021)
- 1951:
  - Susanne Albrecht, niemiecka terrorystka
  - Deb Fischer, amerykańska polityk, senator
  - Ołeh Hołowczak, ukraiński architekt
  - Birger Jensen, duński piłkarz (zm. 2023)
  - Hajrie Rondo, albańska aktorka (zm. 2017)
  - Zdeněk Rygel, czeski piłkarz
  - Kikuo Wada, japoński zapaśnik (zm. 2025)
  - Włodzimierz Zalewski, polski śpiewak operowy
- 1952:
  - Nevada Barr, amerykańska pisarka
  - Norberto Díaz, argentyński aktor (zm. 2010)
  - Grażyna Krzanowska, polska kompozytorka, pedagog
  - Martin O’Neill, północnoirlandzki piłkarz, trener
  - Kazimierz Pałasz, polski polityk, samorządowiec, prezydent Konina
  - Brian Winters, amerykański koszykarz, trener
- 1953:
  - Rolf Danneberg, niemiecki lekkoatleta, dyskobol
  - José Higueras, hiszpański tenisista, trener
  - Carlos Queiroz, portugalski piłkarz, bramkarz, trener pochodzenia mozambickiego
  - M.K. Stalin, indyjski aktor, producent filmowy, polityk
  - Heinz Stettler, szwajcarski bobsleista (zm. 2006)
  - Bartłomiej (Waszczuk), ukraiński biskup prawosławny (zm. 2021)
- 1954:
  - Stanisław Dzienisiewicz, polski wojskowy, polityk, poseł na Sejm RP (zm. 2005)
  - Ron Howard, amerykański aktor, reżyser i producent filmowy
  - Katsuko Kanesaka, japońska siatkarka
  - Jerzy Michalski, polski lekarz weterynarii, polityk, poseł na Sejm RP
  - Juraj Nvota, słowacki aktor, reżyser filmowy
- 1955:
  - Marek Kordzik, polski duchowny, biskup i zwierzchnik Kościoła Starokatolickiego w RP (zm. 2016)
  - Mick Mathers, australijski rugbysta, działacz sportowy
  - Edward Wojtas, polski polityk, marszałek województwa lubelskiego, poseł na Sejm RP (zm. 2010)
- 1956:
  - Tim Daly, amerykański aktor, reżyser i producent filmowy pochodzenia irlandzkiego
  - Dalia Grybauskaitė, litewska ekonomistka, dyplomatka, polityk, prezydent Litwy
  - Wojciech Mazurkiewicz, polski dziennikarz, poeta (zm. 2007)
  - Román Rodríguez Rodríguez, hiszpański polityk, prezydent Wysp Kanaryjskich
  - Mark Todd, nowozelandzki jeździec sportowy
- 1957:
  - Michał Kwiecień, polski brydżysta
  - Robert Malinowski, polski siatkarz (zm. 2021)
  - Rustam Minnichanow, tatarski polityk, prezydent Tatarstanu
  - Janusz Szostak, polski dziennikarz, pisarz
- 1958:
  - Bernard Chmielarz, polski kompozytor, aranżer, dyrygent, kontrabasista
  - Grzegorz Kazimierski, polski polityk, poseł na Sejm RP
  - Nik Kershaw, brytyjski wokalista, kompozytor
  - Gerhard Kleppinger, niemiecki piłkarz, trener
  - Bertrand Piccard, szwajcarski psychiatra, podróżnik
  - Józef Słaby, polski duchowny katolicki, misjonarz
- 1959:
  - Nick Griffin, brytyjski polityk
  - Józef Kafel, polski żużlowiec, trener
  - Bernadette Kraakman, holenderska piosenkarka
  - Julita Macur, polska strzelczyni sportowa
  - Paweł Daniel Zalewski, polski przedsiębiorca, pisarz, podróżnik, fotograf
- 1960:
  - Róbert Bezák, słowacki duchowny katolicki, arcybiskup trnawski
  - Stefan Janew, bułgarski generał, polityk
  - Wiera Jelinek, polska pastor Kościoła Ewangelicko-Reformowanego w RP
  - Jacek Kruczek, polski dziennikarz muzyczny, kompozytor, muzyk
  - Andrzej Płonka, polski samorządowiec, starosta bielski
- 1961:
  - Mirosław Czyżykiewicz, polski pieśniarz, gitarzysta, poeta, kompozytor, artysta grafik
  - Marek Ejsmont, polski bokser
  - Kōichi Hashiratani, japoński piłkarz
- 1962:
  - Ni Amorim, portugalski kierowca wyścigowy
  - Russell Coutts, nowozelandzki żeglarz sportowy
  - Zbigniew Deptuła, polski polityk, samorządowiec, poseł na Sejm RP, starosta powiatu makowskiego
  - Galina Gorczakowa, rosyjska śpiewaczka operowa (sopran liryczny)
  - Jakub (Iakobiszwili), gruziński biskup prawosławny
  - Mireille Robert, francuska polityk
  - Marta Słonina, polska pływaczka
- 1963:
  - Thomas Anders, niemiecki piosenkarz, kompozytor, producent muzyczny
  - Ron Francis, kanadyjski hokeista
  - Sara Hickman, amerykańska piosenkarka
  - Věslav Michalik, czeski fizyk, samorządowiec, polityk (zm. 2022)
  - Russell Wong, amerykański aktor, fotograf
- 1964:
  - Micky Adriaansens, holenderska prawnik, menedżer, polityk
  - Marcin Kuźmiński, polski aktor (zm. 2016)
  - Paul Le Guen, francuski piłkarz
  - Luis Medina Cantalejo, hiszpański sędzia piłkarski
  - Ramon Pink, niemiecki judoka
  - Maurizio Randazzo, włoski szpadzista
- 1965:
  - Booker T, amerykański wrestler
  - Krzysztof Grębski, polski aktor
  - Hwangbo Kwan, południowokoreański piłkarz, trener
  - Emil Săndoi, rumuński piłkarz, trener
- 1966:
  - Susan Auch, kanadyjska łyżwiarka szybka
  - Randy Hultgren, amerykański polityk, kongresmen
  - Zack Snyder, amerykański reżyser i scenarzysta filmowy
  - Delphine de Vigan, francuska pisarka
- 1967:
  - Jelena Afanasjewa, rosyjska lekkoatletka, biegaczka średniodystansowa
  - Stuart Conquest, brytyjski szachista
  - George Eads, amerykański aktor
  - Franzobel, austriacki pisarz
  - Aron Winter, holenderski piłkarz pochodzenia surinamskiego
- 1968:
  - Ołeksandr Krykun, ukraiński lekkoatleta, młociarz
  - Camelia Macoviciuc, rumuńska wioślarka
- 1969:
  - At-Tuhami Abduli, tunezyjski antropolog, filozof, polityk
  - Javier Bardem, hiszpański aktor
  - Grażyna Błąd-Kotwica, polska wioślarka
  - Jana Bode, niemiecka saneczkarka
  - Scott King, amerykański model
  - Rui Madeira, portugalski kierowca rajdowy
  - Marta Obregón, hiszpańska Służebnica Boża (zm. 1992)
- 1970:
  - Yolanda Griffith, amerykańska koszykarka
  - Carlos Morales, urugwajski piłkarz, trener
  - Miho Nakayama, japońska aktorka, modelka, piosenkarka
  - Aleksandr Spiesiwcew, rosyjski seryjny morderca
  - Dirk van der Ven, niemiecki piłkarz
- 1971:
  - Thomas Adès, brytyjski kompozytor, pianista, dyrygent
  - Cara Buono, amerykańska aktorka pochodzenia włoskiego
  - Tyler Hamilton, amerykański kolarz szosowy
  - Allen Johnson, amerykański lekkoatleta, płotkarz
  - Katarzyna Królak, polska działaczka samorządowa, polityk, posłanka na Sejm RP
  - Dorota Naruszewicz, polska aktorka
  - Dick Norman, belgijski tenisista
  - Chris Williams, amerykański perkusista, członek zespołu Death (zm. 2000)
- 1972:
  - Marina Czerkasowa, rosyjska narciarka dowolna
  - Serhij Konowałow, ukraiński piłkarz
  - Michał Sitarski, polski gitarzysta, kompozytor
  - Último Guerrero, meksykański luchador
  - Akira Watanabe, japoński szachista
- 1973:
  - Bjarne Corydon, duński politolog, polityk
  - Michał Czarnecki, polski montażysta i scenarzysta filmowy
  - Jack Davenport, brytyjski aktor
  - Peter Harman, amerykański duchowny katolicki
  - Samuel Ipoua, kameruński piłkarz
  - Anthony Kappes, brytyjski kolarz szosowy i torowy, paraolimpijczyk
  - Tomasz Makowski, polski samorządowiec, polityk, poseł na Sejm RP
  - Arnd Meier, niemiecki kierowca wyścigowy
  - Ryō Michigami, japoński kierowca wyścigowy
  - Ryan Peake, kanadyjski gitarzysta, członek zespołu Nickelback
  - Jurģis Pučinskis, łotewski piłkarz, trener
  - Piotr Rękawik, polski aktor
  - Chris Webber, amerykański koszykarz
- 1974:
  - Swetosław Byrkaniczkow, bułgarski piłkarz
  - José Calado, portugalski piłkarz
  - Mark-Paul Gosselaar, amerykański aktor
  - Jakub Karnowski, polski ekonomista, finansista, menadżer
  - Edita Kubelskienė, litewska kolarka torowa i szosowa
  - Radim Kučera, czeski piłkarz
  - Marija Manakova, serbska szachistka pochodzenia rosyjskiego
  - Jan Poděbradský, czeski lekkoatleta, wieloboista i sprinter
  - Paweł Sowiński, polski historyk, wykładowca akademicki
  - Tomasz Szlendak, polski socjolog, wykładowca akademicki
  - Joachim Trier, norweski reżyser i scenarzysta filmowy
- 1975:
  - Aynur Doğan, kurdyjska piosenkarka folkowa
  - Rüdiger Kauf, niemiecki piłkarz
  - Pablo Lemoine, urugwajski rugbysta, trener
  - Valentina Monetta, sanmaryńska piosenkarka
  - Nikodem Popławski, polski fizyk teoretyczny
  - Witalij Samojłow, ukraiński piłkarz
- 1976:
  - Alex Debon, hiszpański motocyklista wyścigowy
  - Goran Obradović, serbski piłkarz
  - Valerio Vermiglio, włoski siatkarz
- 1977:
  - Leszek Blanik, polski gimnastyk
  - Rens Blom, holenderski lekkoatleta, tyczkarz
  - Esther Canadas, hiszpańska aktorka, modelka
  - Adam Huss, amerykański aktor
  - Loïc Le Marrec, francuski siatkarz
  - Dejan Nemec, słoweński piłkarz, bramkarz
  - Liisa Oviir, estońska prawnik, polityk
- 1978:
  - Jensen Ackles, amerykański aktor
  - Dzmitryj Lichtarowicz, białoruski piłkarz
  - Stefan Nimke, niemiecki kolarz torowy
  - Geoff Owens, amerykański koszykarz
- 1979:
  - Mikkel Kessler, duński bokser
  - Magüi Serna, hiszpańska tenisistka
  - Katrin Zeller, niemiecka biegaczka narciarska
- 1980:
  - Gennaro Bracigliano, francuski piłkarz, bramkarz pochodzenia włoskiego
  - Leroy Colquhoun, jamajski lekkoatleta, sprinter i płotkarz
  - Kacper Derczyński, polski piłkarz (zm. 2020)
  - Eliasz (Dorociński), polski biskup prawosławny
  - Diego Gavilán, paragwajski piłkarz
  - Rose Gilman, brytyjska arystokratka
  - Kristina Kuźmina, rosyjska aktorka, modelka
  - Anna Siemienowicz, rosyjska łyżwiarka figurowa, piosenkarka, aktorka
  - Djimi Traoré, malijski piłkarz
  - Rudolf Urban, słowacki piłkarz
- 1981:
  - Rafael Álvarez, hiszpański kolarz górski
  - Adam LaVorgna, amerykański aktor
  - Will Power, australijski kierowca wyścigowy
- 1982:
  - Travis Diener, amerykański koszykarz
  - Danuta Dmowska-Andrzejuk, polska szpadzistka, polityk, minister sportu
  - Leryn Franco, paragwajska lekkoatletka, oszczepniczka, modelka
  - David Howe, brytyjski żużlowiec
  - Marco Pavan, brazylijski siatkarz
- 1983:
  - Alejandro Claveaux, brazylijski aktor
  - Elan Sara DeFan, meksykańska piosenkarka
  - Mary Kom, indyjska pięściarka
  - Mirko Kovač, serbski koszykarz
  - Dawid Olejniczak, polski tenisista
  - Lupita Nyong’o, kenijska aktorka
  - Shawn Toovey, amerykański aktor
  - Stanka Złatewa, bułgarska zapaśniczka
- 1984:
  - Claudio Bieler, argentyński piłkarz
  - Deleu, brazylijski piłkarz
  - Al-Sayed Hamdy, egipski piłkarz
  - Brandon Heath, amerykański koszykarz
  - Patrick Helmes, niemiecki piłkarz
  - Samuel Hnanyine, tahitański piłkarz
  - Boško Janković, serbski piłkarz
  - Tomáš Kóňa, słowacki piłkarz
  - Mounir Mahjoubi, francuski przedsiębiorca, polityk pochodzenia marokańskiego
  - David Murphy, angielski piłkarz
  - Luis Orozco, meksykański piłkarz
  - Óscar Ramírez, hiszpański piłkarz
  - Alexander Steen, szwedzki hokeista
  - Blanka Winiarska, polska tancerka
- 1985:
  - Tha’er Bawab, jordański piłkarz
  - Andreas Ottl, niemiecki piłkarz
  - Liwia Pawłowska, polska piosenkarka, aktorka
  - Nauzet Pérez, hiszpański piłkarz, bramkarz
  - Juan Carlos Sánchez, boliwijski piłkarz
  - Léia Silva, brazylijska siatkarka
  - Łukasz Tumicz, polski piłkarz
  - Michaił Warnakow, rosyjski hokeista
  - Yun Ok-hee, południowokoreańska łuczniczka
- 1986:
  - Ayumu Gorōmaru, japoński rugbysta
  - Sylwia Jaśkowiec, polska biegaczka narciarska
  - Glenn Ochal, amerykański wioślarz
  - Jonathan Spector, amerykański piłkarz
  - Abdelhaq Talhaoui, marokański piłkarz
- 1987:
  - Kesha, amerykańska piosenkarka
  - Danica Krstajić, czarnogórska tenisistka
  - Anne Schäfer, niemiecka tenisistka
  - Emma Twigg, nowozelandzka wioślarka
  - Anna Urbicka, polska lekkoatletka, oszczepniczka
- 1988:
  - Michaił Anisin, rosyjski hokeista
  - Dudu Biton, izraelski piłkarz
  - Gabriella Duclos-Lasnier, kanadyjska lekkoatletka, tyczkarka
  - Riku Helenius, fiński hokeista, bramkarz
  - Bud Holloway, kanadyjski hokeista
  - Irina Niekrasowa, kazachska sztangistka
- 1989:
  - Agata Cebula, polska piłkarka ręczna
  - Daniele Greco, włoski lekkoatleta, trójskoczek
  - Daniella Monet, amerykańska aktorka, piosenkarka
  - Carlos Vela, meksykański piłkarz
  - Alexis Wangmene, kameruński koszykarz
- 1990:
  - Qandeel Baloch, pakistańska modelka, osobowość internetowa (zm. 2016)
  - Harry Eden, brytyjski aktor
  - Ji Xiang, chiński piłkarz
  - Eric Mathoho, południowoafrykański piłkarz
  - Júlia Milovits, węgierska siatkarka
  - Walendinos Sielis, cypryjski piłkarz
  - Zhang Nan, chiński badmintonista
- 1991:
  - Milad Bejgi, azerski taekwondzista pochodzenia irańskiego
  - Jia Zongyang, chiński narciarz dowolny
  - Emese Kovács, węgierska pływaczka
  - Karolina Labudda, polska siatkarka
  - Zabit Magomiedszaripow, rosyjski zawodnik MMA
  - Jekatierina Poistogowa, rosyjska lekkoatletka, biegaczka średniodystansowa
  - Chanatip Sonkham, tajska taekwondzistka
- 1992:
  - Rohit Chand, nepalski piłkarz
  - Harold Cummings, panamski piłkarz
  - Alwyn George, indyjski piłkarz
  - Édouard Mendy, senegalski piłkarz, bramkarz
  - Tomáš Paprstka, czeski kolarz górski i przełajowy
  - Dylan Teuns, belgijski kolarz szosowy
  - Tomas Walsh, nowozelandzki lekkoatleta, kulomiot
- 1993:
  - Josh Beaver, australijski pływak
  - Juan Bernat, hiszpański piłkarz
  - Jarasporn Bundasak, tajska siatkarka
  - Michael Conforto, amerykański baseballista
  - Lukas Fernandes, duński piłkarz, bramkarz pochodzenia portugalskiego
  - Gao Yang, chińska lekkoatletka, kulomiotka
  - Xanım Hüseynova, azerska judoczka, paraolimpijka
  - Shō Kawamoto, japoński lekkoatleta, średniodystansowiec
  - Edrick Menjívar, honduraski piłkarz, bramkarz
  - Victor Rask, szwedzki hokeista
  - Roman Rees, niemiecki biathlonista
  - Andrzej Rogiewicz, polski lekkoatleta, długodystansowiec
  - Jordan Veretout, francuski piłkarz
- 1994:
  - Dawid Babunski, macedoński piłkarz
  - Beau Beech, amerykański koszykarz
  - Justin Bieber, kanadyjski piosenkarz, autor tekstów, aktor
  - Christopher M. Davis, bułgarski łyżwiarz figurowy pochodzenia amerykańskiego
  - Tyreek Hill, amerykański lekkoatleta, sprinter, futbolista
  - Przemysław Kasperkiewicz, polski kolarz szosowy i torowy
  - Lil Lotus, amerykański muzyk, piosenkarz, raper
  - Maximilian Philipp, niemiecki piłkarz
  - Randy Vock, szwajcarski zapaśnik
  - Yang Jie, chińska siatkarka
- 1995:
  - Enzo Couacaud, francuski tenisista
  - Genta Miura, japoński piłkarz
  - Lubambo Musonda, zambijski piłkarz
  - Mateusz Piechowski, polski piłkarz ręczny
- 1996:
  - Ołeksandra Koraszwili, ukraińska tenisistka
  - Grzegorz Nasuta, polski szachista
  - Rubio Rubín, amerykański piłkarz pochodzenia meksykańsko-gwatemalskiego
  - Michał Skwierawski, polski piłkarz ręczny
  - Julia Taubitz, niemiecka saneczkarka
  - Ye Shiwen, chińska pływaczka
- 1998:
  - Chen Yufei, chińska badmintonistka
  - Oskar Stachnik, polski lekkoatleta, dyskobol
- 1999:
  - Rudy Barrientos, gwatemalski piłkarz
  - Fernando, brazylijski piłkarz
- 2000 – Marcelino Núñez, chilijski piłkarz
- 2001:
  - Hala Wa’il Imbabi Ahmad, egipska zapaśniczka
  - Eduardo Anderson, panamski piłkarz
  - Jesús Owono, piłkarz z Gwinei Równikowej
- 2002:
  - Efe Bayram, turecki siatkarz
  - Dion Drena Beljo, chorwacki piłkarz
- 2003:
  - Adam Gaži, słowacki piłkarz
  - Max Poole, brytyjski kolarz szosowy
- 2004 – Jehor Jarmoluk, ukraiński piłkarz

## Zmarli
- 492 – Feliks III, papież, święty (ur. ?)
- 549 – Albin z Angers, francuski biskup, mnich, święty (ur. 468)
- 589 – Dawid z Menevii, walijski biskup, patron Walii, święty (ur. 500)
- 713 – Switbert, angielski misjonarz, święty (ur. ok. 637)
- 965 – Leon VIII, papież (ur. ?)
- 1130 – Wacław Henryk Przemyślida, książę ołomuniecki  (ur. 1107)
- 1131 – Stefan II, król Węgier i Chorwacji (ur. 1101)
- 1233 – Tomasz I, hrabia Sabaudii (ur. ?)
- 1262 – Riccardo di Montecassino, włoski benedyktyn (ur. ?)
- 1302 – Gerardo Bianchi, włoski kardynał (ur. ok. 1225)
- 1320 – Renzong, cesarz Chin (ur. 1285)
- 1383 – Amadeusz VI, hrabia Sabaudii (ur. 1334)
- 1396 – Jan, książę Zgorzelca i Dolnych Łużyc (ur. 1370)
- 1414 – Viridis Visconti, księżniczka mediolańska, księżna austriacka (ur. ok. 1350)
- 1493 – Augustyn Luciani, włoski duchowny katolicki, biskup Santorynu (ur. ok. 1450)
- 1510 – Francisco de Almeida, portugalski żeglarz, admirał, pierwszy wicekról Indii Portugalskich (ur. ok. 1450)
- 1599 – Edzard II, hrabia Fryzji Wschodniej (ur. 1532)
- 1603 – Martyriusz Zieleniecki, rosyjski święty mnich prawosławny (ur. ?)
- 1620 – Thomas Campion, angielski poeta, krytyk, muzyk (ur. 1567)
- 1633 – George Herbert, angielski duchowny anglikański, poeta (ur. 1593)
- 1643 – Girolamo Frescobaldi, włoski kompozytor (ur. 1583)
- 1645 – Stanisław Grochowski, polski duchowny katolicki, arcybiskup lwowski (ur. ?)
- 1661 – Richard Zouch, angielski prawnik (ur. ok. 1590)
- 1671 – Marzio Ginetti, włoski kardynał (ur. 1585)
- 1672 – Maria Teresa Burbon, księżniczka francuska (ur. 1667)
- 1697 – Francesco Redi, włoski przyrodnik, poeta (ur. 1626)
- 1704 – Joseph Parrocel, francuski malarz (ur. 1646)
- 1706 – Heino Heinrich von Flemming, saski i brandenburski feldmarszałek (ur. 1632)
- 1727 – Dawid Heel, polski jezuita, rzeźbiarz, snycerz pochodzenia niemieckiego (ur. ok. 1671)
- 1735 – Ludwik Rudolf, książę Brunszwiku-Wolfenbüttel (ur. 1671)
- 1757 – Edward Moore, brytyjski prozaik, dramaturg (ur. 1712)
- 1760 – Franz Dominik Almesloe, niemiecki duchowny katolicki, biskup pomocniczy wrocławski (ur. 1704)
- 1768:
  - Teodor Kazimierz Czartoryski, polski duchowny katolicki, biskup poznański (ur. 1704)
  - Hermann Samuel Reimarus, niemiecki filozof, pisarz (ur. 1694)
- 1773 – Luigi Vanvitelli, włoski inżynier, architekt (ur. 1700)
- 1777:
  - Józef Aleksander Jabłonowski, polski szlachcic, polityk, historyk, bibliograf, heraldyk, mecenas sztuki, tłumacz, poeta (ur. 1711)
  - Georg Christoph Wagenseil, austriacki kompozytor, organista, klawesynista (ur. 1715)
- 1790 – Jan Krasiński, polski szlachcic, rotmistrz (ur. 1756)
- 1792 – Leopold II Habsburg, cesarz rzymsko-niemiecki, arcyksiążę Austrii, król Czech i Węgier (ur. 1747)
- 1793 – Ramón Bayeu, hiszpański malarz (ur. 1746)
- 1796 – Carl Fredrik Adelcrantz, szwedzki architekt (ur. 1716)
- 1804 – Karolina Burbon-Parmeńska, księżniczka Parmy, księżna Saksonii (ur. 1770)
- 1817:
  - Ludwig Wilhelm Brüggemann, niemiecki pastor, geograf, pisarz (ur. 1743)
  - Luigi Gatti, włoski kompozytor (ur. 1740)
- 1830 – Pierre Denis Guibaut, francuski architekt (ur. 1740)
- 1836 – Miguel Barragán, meksykański generał, polityk, tymczasowy prezydent Meksyku (ur. 1789)
- 1841 – Claude Victor-Perrin, francuski generał, marszałek Francji (ur. 1764)
- 1842 – Francis Seymour-Conway, brytyjski arystokrata, polityk (ur. 1777)
- 1845 – Jan Kanty Adam Lubieniecki, polski hrabia, polityk (ur. 1764)
- 1850 – Tomasz Kantorbery Tymowski, polski poeta, tłumacz, wersolog, polityk, uczestnik powstania listopadowego (ur. 1790)
- 1855 – Georges Louis Duvernoy, francuski lekarz, przyrodnik, zoolog (ur. 1777)
- 1857 – Johann Jakob Heckel, austriacki zoolog, ichtiolog (ur. 1790)
- 1858 – Kazimierz Michał Skibiński, polski aktor, śpiewak, reżyser, dyrektor teatru (ur. 1786)
- 1863 – Jan Teraszkiewicz, polski duchowny greckokatolicki, sufragan i biskup administrator unickiej diecezji chełmskiej (ur. 1793)
- 1865 – Anna Romanowa, wielka księżna rosyjska, królowa holenderska (ur. 1795)
- 1868 – Józef Simmler, polski malarz portrecista (ur. 1823)
- 1870 – Francisco Solano López, paragwajski polityk, prezydent Paragwaju (ur. 1827)
- 1873 – Robert Nelson, kanadyjski lekarz, powstaniec (ur. 1794)
- 1875 – Tristan Corbière, francuski poeta (ur. 1845)
- 1877 – Antoni Patek, polski zegarmistrz, pionier przemysłowej produkcji zegarków, działacz emigracyjny (ur. 1812)
- 1879 – Joachim Heer, szwajcarski polityk, prezydent Szwajcarii (ur. 1825)
- 1881 – Édouard Drouyn de Lhuys, francuski polityk, dyplomata (ur. 1805)
- 1882 – Theodor Kullak, niemiecki pianista, pedagog (ur. 1818)
- 1884:
  - Michał Buszek, polski polityk (ur. 1815)
  - Auguste Mestral, francuski fotograf (ur. 1812)
- 1890 – Stephen Samuel Remak, amerykański prawnik, dyplomata pochodzenia żydowskiego (ur. 1821)
- 1891 – August Wilhelm Hegenscheidt, niemiecki przemysłowiec (ur. 1823)
- 1895 – Richard Klemens, książę von Metternich-Winneburg, austriacki dyplomata, polityk (ur. 1829)
- 1897:
  - Leon Blumenstok-Halban, polski psychiatra, profesor medycyny sądowej (ur. 1838)
  - Milan Piroćanac, serbski prawnik, dyplomata, polityk, premier Serbii (ur. 1837)
- 1899 – Farrer Herschell, brytyjski prawnik, polityk (ur. 1837)
- 1900:
  - Frederic Carter, kanadyjski polityk (ur. 1819)
  - Karol Młodnicki, polski malarz, drzeworytnik (ur. 1835)
- 1901 – Konstanty Górski, polski polityk (ur. 1827)
- 1909 – Isaac Ambrose Barber, amerykański polityk (ur. 1852)
- 1910 – Napoleon Nawarski, polski architekt (ur. 1850)
- 1911 – Jacobus van ’t Hoff, holenderski chemik, wykładowca akademicki, laureat Nagrody Nobla (ur. 1852)
- 1912 – Emma Ostaszewska, polska pianistka, działaczka społeczna (ur. 1831)
- 1914:
  - Tor Aulin, szwedzki kompozytor, skrzypek, dyrygent (ur. 1866)
  - John Harry McNeaney, brytyjski arystokrata, wojskowy, polityk kolonialny (ur. 1845)
  - Carlos Felipe Morales, dominikański generał, polityk, prezydent Dominikany (ur. 1868)
- 1918 – Jacob H. Smith, amerykański generał, zbrodniarz wojenny (ur. 1840)
- 1919:
  - Sven Forssman, szwedzki gimnastyk (ur. 1882)
  - John Harry McNeaney, kanadyjski pilot wojskowy, as myśliwski (ur. 1897)
- 1920:
  - John H. Bankhead, amerykański polityk (ur. 1842)
  - Josef Trumpeldor, rosyjski żołnierz, działacz syjonistyczny pochodzenia żydowskiego (ur. 1880)
- 1921:
  - Mikołaj I Petrowić-Niegosz, król Czarnogóry (ur. 1841)
  - Adalbert Ricken, niemiecki duchowny katolicki, mykolog (ur. 1851)
- 1922:
  - Iwan Kyweluk, ukraiński prawnik, polityk (ur. 1866)
  - Arnold Lucien Montandon, francusko-rumuński entomolog (ur. 1852)
  - Pichichi, hiszpański piłkarz narodowości baskijskiej (ur. 1892)
- 1923:
  - Ruy Barbosa, brazylijski polityk, prawnik, pisarz polityczny (ur. 1849)
  - Emilia Cyfrowicz, polska niepokalanka, działaczka oświatowa (ur. 1835)
- 1924:
  - Mieczysław Burzyński, polski polityk (ur. ?)
  - Luiza, belgijska księżniczka, księżna Saksonii-Coburg-Gothy (ur. 1858)
  - Louis Perrée, francuski dziennikarz, szpadzista (ur. 1871)
- 1925:
  - Oskar Lenz, austriacki geograf, mineralog, podróżnik (ur. 1848)
  - Ramon Pichot, hiszpański malarz (ur. 1872)
  - Adolf von Steiger, szwajcarski polityk, kanclerz federalny (ur. 1859)
- 1928 – Aleksiej Łopuchin, rosyjski prawnik, urzędnik, działacz państwowy (ur. 1864)
- 1929:
  - Władysław Jarecki, polski neurolog (ur. 1876)
  - Romuald Wołyncewicz, polski generał brygady inżynier (ur. 1878)
- 1930 – Giuseppe Calì, maltański malarz pochodzenia włoskiego (ur. 1846)
- 1931 – Kazimierz Grabowski, polski tytularny generał brygady (ur. 1866)
- 1932:
  - Dino Campana, włoski poeta (ur. 1885)
  - Józef Starkowski, polski lekarz weterynarii, tytularny generał brygady (ur. 1856)
- 1933:
  - Irynarch (Sinieokow-Andriejewski), rosyjski biskup prawosławny (ur. 1871)
  - Uładzimir Żyłka, białoruski poeta, tłumacz, krytyk literacki (ur. 1900)
- 1934:
  - Kazimierz Jaczewski, polski dermatolog, bibliotekarz, działacz społeczny i kulturalny (ur. 1862)
  - Adolphe Pinard, francuski ginekolog położnik, wykładowca akademicki (ur. 1844)
- 1936:
  - Friedrich Kraus, austriacki internista (ur. 1858)
  - Michaił Kuzmin, rosyjski poeta, prozaik, kompozytor (ur. 1872)
- 1937 – Włodzimierz Dobrowolski, polski inżynier elektronik, urzędnik państwowy (ur. 1872)
- 1938:
  - Gabriele D’Annunzio, włoski pilot wojskowy, prozaik, poeta, dramaturg (ur. 1863)
  - Wiktor Elcyn, radziecki polityk (ur. 1900)
  - Władysław Grabski, polski ekonomista, historyk, wykładowca akademicki, polityk, poseł na Sejm Ustawodawczy, minister skarbu, premier RP (ur. 1874)
- 1939 – Max Doerner, niemiecki malarz, konserwator i restaurator dzieł sztuki, teoretyk sztuki (ur. 1870)
- 1940:
  - Magnus Dyrssen, szwedzki podpułkownik (ur. 1894)
  - Martti Marttelin, fiński lekkoatleta, długodystansowiec (ur. 1897)
  - Anton Hansen Tammsaare, estoński pisarz (ur. 1878)
- 1941 – Lucien Mérignac, francuski florecista (ur. 1873)
- 1942:
  - Ferdinand Albin Pax, niemiecki botanik, wykładowca akademicki (ur. 1858)
  - Hector Waller, australijski oficer marynarki wojennej (ur. 1900)
- 1943:
  - Stefania Adamaszkówna, polska uczestniczka podziemia antyhitlerowskiego (ur. 1914)
  - Fritz Jirmann, niemiecki funkcjonariusz i zbrodniarz nazistowski (ur. 1914)
  - Alexandre Yersin, francuski bakteriolog pochodzenia szwajcarskiego (ur. 1863)
- 1944:
  - Thomas H. Cullen, amerykański polityk (ur. 1868)
  - Siergiej Czuckajew, radziecki polityk, dyplomata (ur. 1876)
  - Rudolf Ites, niemiecki podwodniak (ur. 1918)
  - Siegfried Oberndorfer, niemiecki patolog pochodzenia żydowskiego (ur. 1876)
  - Stanisław Szczepański, polski farmaceuta, publicysta, działacz ludowy, polityk, poseł na Sejm RP (ur. 1873)
- 1945:
  - Fritz Goerdeler, niemiecki prawnik, działacz antynazistowski (ur. 1886)
  - Michael Sheehan, irlandzki duchowny katolicki, arcybiskup koadiutor Sydney (ur. 1870)
- 1948:
  - Władysław Nikliborc, polski matematyk, wykładowca akademicki (ur. 1889)
  - Walter Pelzhausen, niemiecki funkcjonariusz i zbrodniarz nazistowski (ur. 1891)
  - Siergiej Tarasiuk, radziecki funkcjonariusz służb specjalnych, polityk (ur. 1899)
- 1949 – Grzegorz (Leu), rumuński biskup prawosławny (ur. 1881)
- 1950:
  - Alfred Korzybski, polsko-amerykański inżynier, filozof, logik (ur. 1879)
  - Hans Curschmann, niemiecki neurolog (ur. 1875)
- 1951 – Rozstrzelani członkowie IV Zarządu Głównego WiN:
  - Józef Batory, polski kapitan (ur. 1914)
  - Franciszek Błażej, polski porucznik (ur. 1907)
  - Karol Chmiel, polski porucznik (ur. 1911)
  - Łukasz Ciepliński, polski podpułkownik (ur. 1913)
  - Mieczysław Kawalec, polski prawnik, major (ur. 1916)
  - Adam Lazarowicz, polski oficer (ur. 1902)
  - Józef Rzepka, polski kapitan (ur. 1913)
- 1951 – Jan Hirschler, polski biolog, zoolog (ur. 1883)
- 1952:
  - Mariano Azuela, meksykański pisarz (ur. 1873)
  - Gregory La Cava, amerykański reżyser filmowy (ur. 1892)
- 1957 – Edward Bill, polski piłkarz (ur. 1902)
- 1958:
  - Giacomo Balla, włoski malarz (ur. 1871)
  - Stanisław Pogórski, polski architekt (ur. 1908)
- 1960:
  - Endre Gellért, węgierski reżyser teatralny (ur. 1914)
  - Lya Mara, niemiecka aktorka pochodzenia polskiego (ur. 1897)
- 1961 – Makary (Oksijuk), ukraiński duchowny prawosławny, metropolita warszawski i całej Polski, zwierzchnik Polskiego Autokefalicznego Kościoła Prawosławnego (ur. 1884)
- 1962 – Emelyn Whiton, amerykańska żeglarka sportowa (ur. 1916)
- 1964:
  - Piotr Romanowski, rosyjski szachista, sędzia szachowy (ur. 1892)
  - Davíð Stefánsson, islandzki poeta, dramaturg, nowelista (ur. 1895)
- 1965:
  - Siergiej Łukjanow, rosyjski aktor (ur. 1910)
  - Albert White, brytyjski kolarz torowy (ur. 1890)
- 1966 – Karel Dostal, czeski aktor, reżyser teatralny (ur. 1884)
- 1967:
  - Maria Maykowska, polska filolog klasyczna, tłumacz (ur. 1892)
  - Toine van Renterghem, holenderski piłkarz (ur. 1885)
- 1968 – Adam Andrzejewski, polski śpiewak operowy (tenor) (ur. 1917)
- 1969:
  - Michał Halicz, polski aktor pochodzenia żydowskiego (ur. 1888)
  - Adam Landman, polski filozof, tłumacz pochodzenia żydowskiego (ur. 1902)
- 1970 – Leopold Szefer, polski inżynier, górnik, hutnik, działacz na rzecz polskości Górnego Śląska (ur. 1881)
- 1971:
  - Edmund Wiśniewski, polski aktor, śpiewak (ur. 1915)
  - Siergiej Wariencow, radziecki marszałek artylerii (ur. 1901)
- 1972:
  - Vladimir Golschmann, francusko-amerykański dyrygent pochodzenia żydowskiego (ur. 1893)
  - Gieorgij Odincow, radziecki marszałek artylerii (ur. 1900)
  - Marko Rjaskow, bułgarski finansista, polityk (ur. 1883)
  - Aleksander Skwarczewski, polski lekarz, działacz społeczny, bibliofil (ur. 1915)
  - Mosze Sneh, izraelski lekarz, polityk (ur. 1909)
- 1973:
  - Lew Arcymowicz, rosyjski fizyk, wykładowca akademicki (ur. 1909)
  - Zygmunt Gaworski, polski szachista (ur. 1902)
  - Alfréd Grósz, spiskoniemiecki nauczyciel, historyk, publicysta, taternik, działacz Towarzystwa Karpackiego (ur. 1885)
- 1974:
  - Larry Doyle, amerykański baseballista (ur. 1886)
  - Bobby Timmons, amerykański muzyk jazzowy, kompozytor (ur. 1935)
- 1975 – Zdzisław Avenarius, polski ziemianin, polityk, poseł na Sejm RP (ur. 1900)
- 1976 – Jean Martinon, francuski kompozytor, dyrygent (ur. 1910)
- 1977:
  - Robert Girardet, francuski żeglarz sportowy (ur. 1893)
  - Wacław Kobyłecki, polski bankowiec, polityk, poseł na Sejm RP (ur. 1894)
- 1978 – Paul Scott, brytyjski prozaik, poeta, dramaturg (ur. 1920)
- 1979:
  - Mustafa Barzani, kurdyjski przywódca narodowy (ur. 1903)
  - Dolores Costello, amerykańska aktorka (ur. 1903)
  - Józef Papeć, polski podpułkownik dyplomowany piechoty (ur. 1891)
  - Norman Slater, amerykański rugbysta (ur. 1894)
- 1980:
  - Wilhelmina Cooper, amerykańska modelka (ur. 1939)
  - Dixie Dean, angielski piłkarz (ur. 1907)
  - John Jacob Niles, amerykański piosenkarz, kompozytor (ur. 1892)
  - Dorothy Phillips, amerykańska aktorka (ur. 1889)
  - Julian Zawadowski, polski ginekolog-położnik, działacz społeczny, turystyczny i sportowy, burmistrz Krynicy-Zdroju (ur. 1902)
- 1981:
  - Roberto Chiari, panamski przedsiębiorca, polityk, wiceprezydent i prezydent Panamy (ur. 1905)
  - Martyn Lloyd-Jones, walijski lekarz, kaznodzieja i teolog protestancki (ur. 1899)
- 1982 – T. Vincent Quinn, amerykański prawnik, polityk (ur. 1902)
- 1983:
  - Leon Chajn, polski działacz komunistyczny, prawnik, publicysta, polityk, poseł na Sejm PRL pochodzenia żydowskiego (ur. 1910)
  - Hideo Kobayashi, japoński pisarz, krytyk literacki (ur. 1902)
- 1984:
  - Jackie Coogan, amerykański aktor (ur. 1914)
  - Leon Dycian, izraelski polityk (ur. 1911)
  - Peter Walker, brytyjski kierowca wyścigowy (ur. 1912)
- 1985:
  - Roman Breitenwald, polski malarz, pedagog (ur. 1911)
  - Charlotte Delbo, francuska pisarka (ur. 1913)
  - Zbigniew Skowroński, polski aktor (ur. 1909)
- 1986:
  - Ihor Cełowalnykow, radziecki kolarz torowy (ur. 1944)
  - Susie Sharp, amerykańska prawniczka (ur. 1907)
- 1987 – Adam Benrad, polski kapitan AK, cichociemny (ur. 1919)
- 1988:
  - Eugenia Furmaniak, polska nauczycielka, polityk, poseł na Sejm PRL (ur. 1909)
  - Raoul Thiercelin, francuski rugbysta (ur. 1898)
- 1990:
  - Maria Terlikowska, polska pisarka, poetka, scenarzystka filmów animowanych, autorka słuchowisk radiowych i audycji telewizyjnych (ur. 1920)
  - Józef Wojnar, polski inżynier, wykładowca akademicki (ur. 1902)
- 1991:
  - Teodor Klincewicz, polski działacz opozycji antykomunistycznej (ur. 1955)
  - Jan Bolesław Ożóg, polski prozaik, poeta, felietonista (ur. 1913)
- 1993:
  - Anna Bidwell, polska tłumaczka, dziennikarka (ur. 1918)
  - Ilja Gabarajew, osetyjski kompozytor (ur. 1926)
- 1994:
  - Stanisław Olszewski, polski nauczyciel, podpułkownik piechoty, cichociemny (ur. 1912)
  - Herbert Schade, niemiecki lekkoatleta, długodystansowiec (ur. 1922)
- 1995:
  - Georges Köhler, niemiecki biolog, wykładowca akademicki, laureat Nagrody Nobla (ur. 1946)
  - Władisław Listjew, rosyjski dziennikarz (ur. 1956)
- 1996 – Wilhelm Studer, szwajcarski elektronik-samouk (ur. 1912)
- 1997 – Stanislaus Brzana, amerykański duchowny katolicki, biskup Ogdensburga pochodzenia polskiego (ur. 1917)
- 1998 – Jean Balland, francuski duchowny katolicki, arcybiskup Reims i Lyonu, kardynał (ur. 1934)
- 1999 – Jerzy Ludyga, polski piłkarz (ur. 1950)
- 2000 – Dennis Danell, amerykański gitarzysta, członek zespołu Social Distortion (ur. 1961)
- 2001:
  - Władysława Kostakówna, polska laureatka konkursów piękności (ur. 1908)
  - Hannie Termeulen, holenderska pływaczka (ur. 1929)
  - Colin Webster, walijski piłkarz (ur. 1932)
- 2002:
  - Georges Beaucourt, francuski piłkarz, trener (ur. 1912)
  - Cecil Farris Bryant, amerykański polityk (ur. 1914)
  - Alewtina Kołczina, rosyjska biegaczka narciarska (ur. 1930)
  - Tadeusz Wacław Korzybski, polski biochemik, wykładowca akademicki (ur. 1906)
  - Andrzej Partum, polski malarz, performer (ur. 1938)
  - Józef Rutkowski, polski ekonomista, wykładowca akademicki (ur. 1922)
  - Husajn Sultani, algierski bokser (ur. 1972)
- 2003:
  - Dick Garrard, australijski zapaśnik (ur. 1911)
  - Franjo Glaser, chorwacki piłkarz, bramkarz (ur. 1913)
  - Kazimierz Meres, polski aktor (ur. 1920)
  - Józef Wieczorek, polski piłkarz (ur. 1931)
- 2004:
  - Augusto da Costa, brazylijski piłkarz (ur. 1920)
  - Janina Garścia, polska kompozytorka, pedagog (ur. 1920)
  - Jan Świderski, polski malarz, teoretyk sztuki (ur. 1913)
- 2005 – Jiří Trnka, czeski piłkarz (ur. 1926)
- 2006:
  - Johnny Jackson, amerykański muzyk (ur. 1951)
  - Peter Osgood, angielski piłkarz (ur. 1947)
  - Jack Wild, brytyjski aktor (ur. 1952)
- 2007 – Manuel Bento, portugalski piłkarz (ur. 1948)
- 2008:
  - Karol Anbild, polski kompozytor, dyrygent, pedagog (ur. 1925)
  - Cezary Czternastek, polski muzyk (ur. 1962)
  - Raúl Reyes, kolumbijski rewolucjonista (ur. 1948)
  - Maria Szulecka, polska pisarka (ur. 1918)
- 2009:
  - Ken Henry, amerykański łyżwiarz szybki (ur. 1929)
  - Alfred Pike, kanadyjski hokeista (ur. 1917)
- 2010:
  - Władimir Iljuszyn, radziecki generał major lotnictwa (ur. 1927)
  - Zsigmond Nagy, węgierski lekkoatleta, kulomiot (ur. 1937)
- 2011:
  - Jolanta Brzeska, polska działaczka społeczna (ur. 1947)
  - Ion Monea, rumuński bokser (ur. 1940)
  - Lucjan Słowakiewicz, polski bokser (ur. 1936)
  - Tatiana Szebanowa, rosyjska pianistka, pedagog (ur. 1953)
- 2012:
  - Henryk Bałuszyński, polski piłkarz (ur. 1972)
  - Lucio Dalla, włoski piosenkarz, kompozytor (ur. 1943)
  - Józef Matynia, polski dziennikarz (ur. 1919)
- 2013:
  - Bonnie Franklin, amerykańska aktorka (ur. 1944)
  - Rafael Puyana, kolumbijski klawesynista (ur. 1931)
- 2014:
  - Leanid Lewin, białoruski architekt pochodzenia żydowskiego (ur. 1936)
  - Alain Resnais, francuski reżyser, scenarzysta i montażysta filmowy (ur. 1922)
  - Gyula Tóth, węgierski piłkarz (ur. 1941)
- 2015:
  - Minnie Miñoso, kubański baseballista (ur. 1925)
  - Wolfram Wuttke, niemiecki piłkarz (ur. 1961)
- 2016:
  - Kazimierz Doktór, polski socjolog, wykładowca akademicki, działacz sportowy (ur. 1935)
  - Adam Dziewoński, polsko-amerykański geolog, geofizyk, sejsmolog, wykładowca akademicki (ur. 1936)
- 2017:
  - Zuzanna Czajkowska, polska dziennikarka, publicystka (ur. 1930)
  - Jerzy Stawicki, polski operator filmowy (ur. 1927)
  - Joseph Vũ Duy Thống, wietnamski duchowny katolicki, biskup Ho Chi Minh i Phan Thiết (ur. 1952)
- 2018:
  - Franciszek Czudek, polski duchowny luterański, działacz społeczny i ekumeniczny (ur. 1942)
  - Diana Der Hovanessian, amerykańska poetka, pisarka (ur. 1934)
  - Jean-Guy Hamelin, kanadyjski duchowny katolicki, biskup Rouyn-Noranda (ur. 1925)
  - Anatolij Lejn, amerykański szachista pochodzenia rosyjskiego (ur. 1931)
  - María Rubio, meksykańska aktorka (ur. 1934)
- 2019:
  - Żores Ałfiorow, rosyjski fizyk, wykładowca akademicki, laureat Nagrody Nobla pochodzenia białorusko-żydowskiego (ur. 1930)
  - Suren Harutiunian, ormiański polityk komunistyczny (ur. 1939)
  - Mirosława Krajewska-Stępień, polska aktorka, piosenkarka (ur. 1925)
  - Małgorzata Leśniewska, polska aktorka (ur. 1929)
  - Kevin Roche, irlandzki architekt (ur. 1922)
- 2020:
  - István Balsai, węgierski prawnik, polityk, minister sprawiedliwości, sędzia Trybunału Konstytucyjnego, eurodeputowany (ur. 1947)
  - Ernesto Cardenal, nikaraguański duchowny katolicki, poeta, polityk (ur. 1925)
  - Stefan Lindqvist, szwedzki piłkarz (ur. 1967)
  - Henryk Słonina, polski polityk, samorządowiec, prezydent Elbląga (ur. 1939)
  - Jack Welch, amerykański przedsiębiorca (ur. 1935)
- 2021:
  - Emmanuel Félémou, gwinejski duchowny katolicki, biskup Kankanu (ur. 1960)
  - Agim Krajka, albański pianista, kompozytor (ur. 1937)
  - Zlatko Kranjčar, chorwacki piłkarz, trener (ur. 1956)
  - Ludmiła Niedbalska, polska reżyserka i scenarzystka filmowa (ur. 1933)
  - Helena Pietraszkiewicz, polska psycholog, działaczka samorządowa, polityk, wojewoda łódzki (ur. 1953)
  - Emmanuel (Sigalas), grecki duchowny prawosławny, biskup, metropolita Poliany i Kilkis (ur. 1953)
  - Ian St. John, szkocki piłkarz, trener (ur. 1938)
  - Anatolij Złenko, ukraiński dyplomata, polityk, minister spraw zagranicznych (ur. 1938)
- 2022:
  - Diana Kacso, brazylijska pianistka (ur. 1953)
  - Alewtina Kołczina, rosyjska biegaczka narciarska (ur. 1930)
  - Ołeksandr Kułyk, ukraiński trener kolarstwa (ur. 1957)
- 2023:
  - Stanisława Dziedziczak, polska dialogistka (ur. 1946)
  - Just Fontaine, francuski piłkarz, trener (ur. 1933)
  - Joseph Edra Ukpo, nigeryjski duchowny katolicki, biskup Ogoja, arcybiskup Calabaru (ur. 1937)
- 2024:
  - Iris Apfel, amerykańska bizneswoman, projektantka wnętrz, filantropka, ikona mody (ur. 1921)
  - Pit Schubert, niemiecki autor literatury faktu (ur. 1935)
  - Akira Toriyama, japoński mangaka (ur. 1955)
- 2025:
  - Nicolás Hidalgo, hiszpański piłkarz (ur. 1992)
  - Henryk Korbański, polski malarz, rysownik, rzeźbiarz (ur. 1957)
  - Tim Kruger, niemiecki aktor i model pornograficzny (ur. 1981)
  - Andrzej Mirecki, polski aktor (ur. 1932)
  - Angie Stone, amerykańska piosenkarka (ur. 1961)
  - Wiktor Bohdan Szostak, polski internista, dietetyk, profesor nauk medycznych (ur. 1933)
  - Jack Vettriano, szkocki malarz (ur. 1951)